# Mitsubishi Motors

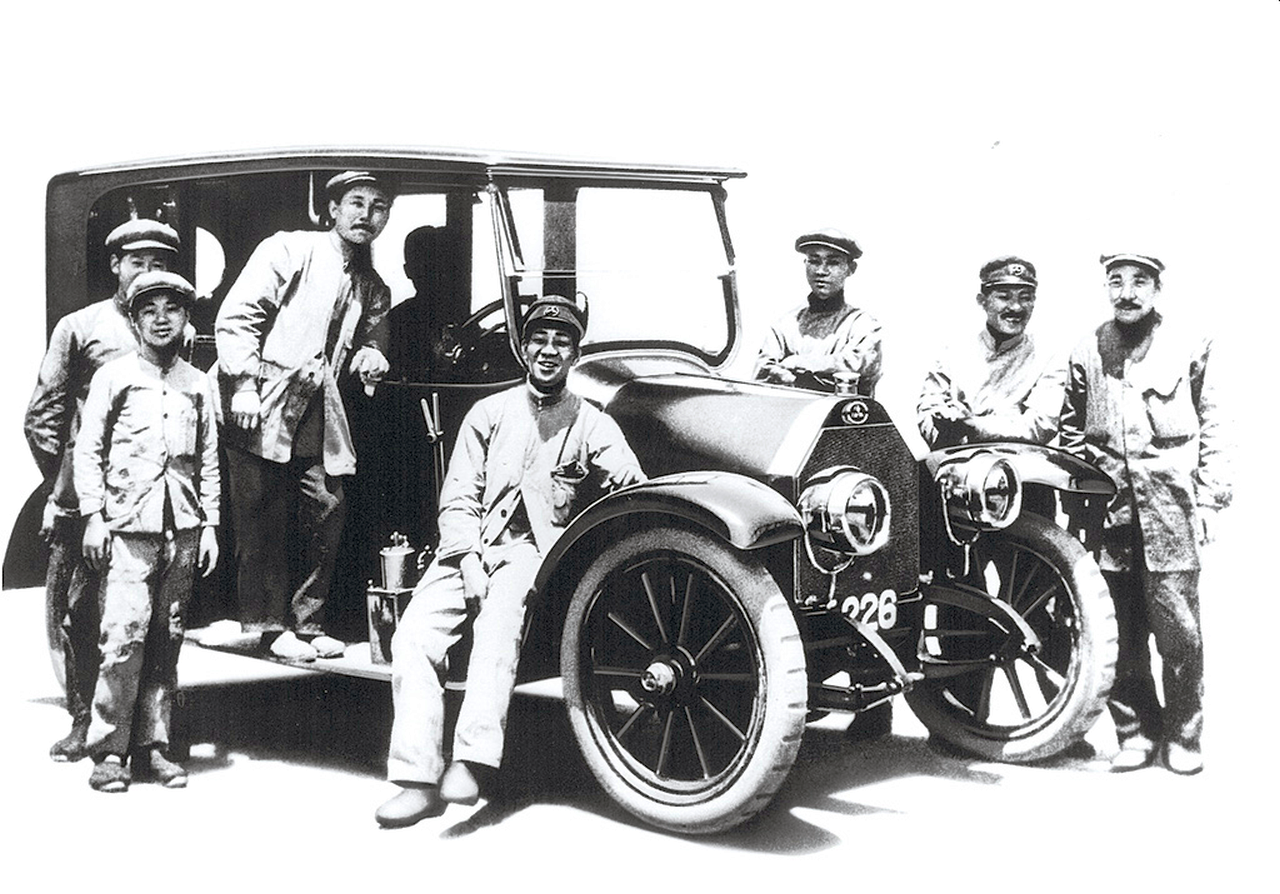
Mitsubishi Modell A Prototyp (1917) mit Arbeitern der Mitsubishi Shipbuilding Co. Ltd.

Die Mitsubishi Motors Corporation (jap. 三菱自動車工業株式会社, Mitsubishi Jidōsha Kōgyō Kabushiki-gaisha) (MMC) ist ein japanischer Automobilhersteller mit Sitz in Tokio. Sie gehört zum Mitsubishi Keiretsu, das in den frühen 1870er Jahren von dem Samurai Iwasaki Yatarō als Schifffahrtsunternehmen gegründet wurde. Mitsubishi baute bereits 1917 die ersten Automobile. Die Mitsubishi Motors Corporation wurde 1970 als eigenständiges Unternehmen gegründet, zuvor war es eine Division von Mitsubishi Heavy Industries. Seit dem 20. Oktober 2016 ist Nissan an MMC beteiligt, Stand 12/2024 mit 24,53 %, MMC ist damit auch Teil der Renault-Nissan-Mitsubishi-Allianz.

## Geschichte

Iwasaki Yatarō, der Gründer von Mitsubishi

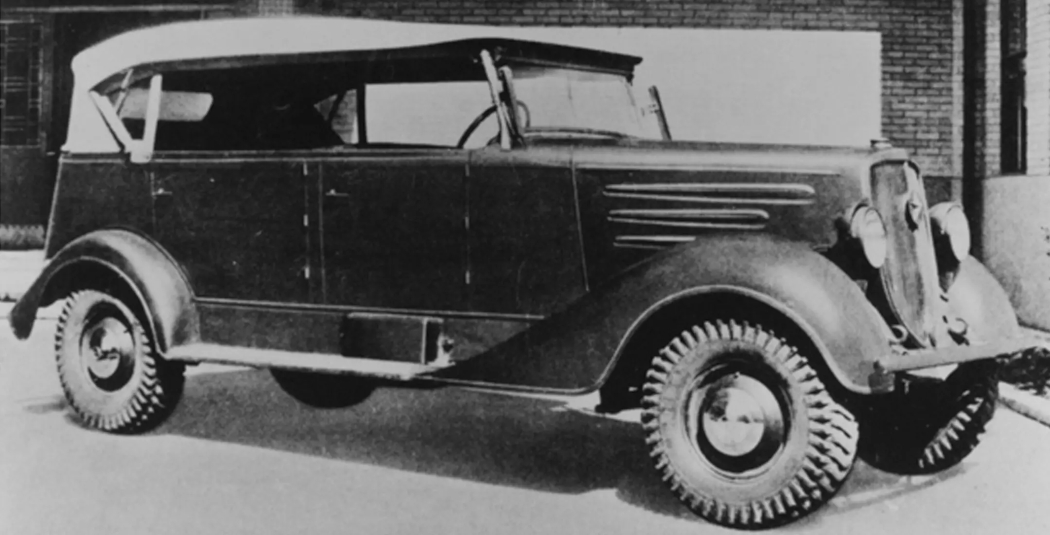
Mitsubishi PX-33, Prototyp (1934)

### Anfänge
1917 brachte Mitsubishi Shipyard Co. Ltd. mit dem Model A das nach eigenen Angaben erste Serienautomobil Japans auf den Markt. Dies basierte auf dem FIAT Tipo 3 und war komplett handgefertigt. Aufgrund der deutlich günstigeren Konkurrenz aus Amerika und Europa wurde die Fertigung 1921 nach nur 22 gebauten Exemplaren eingestellt.
1934 wurde Mitsubishi Shipyard mit der Mitsubishi Aircraft Co. zu Mitsubishi Heavy Industries (MHI) verschmolzen und wurde damit eine der größten privaten Gesellschaften in Japan. Nachdem Mitsubishi 1931 den ersten Dieselmotor mit Direkteinspritzung
präsentiert hatte, wurden 1934 mit dem PX-33 vier Prototypen eines allradgetriebenen Personenkraftwagens hergestellt und erprobt, eine Variante mit Dieselmotor war ebenfalls in Entwicklung. Das gesamte Projekt wurde jedoch 1937 als nicht kriegswichtig eingestellt.

### Nachkriegszeit
1950 wurde Mitsubishi wie alle Zaibatsu durch den Einfluss der Alliierten in drei Teilgesellschaften zerschlagen. In jedem dieser Teile wurden weitgehend unabhängig voneinander eigene Automobilaktiväten vorangetrieben. Durch das Anfang der 1960er Jahre beginnende japanische Wirtschaftswunder und die damit einhergehende Massenmotorisierung stieg die Produktion sprunghaft an von 5023 Personenwagen (nur Mitsubishi 500 von 1960 bis 1962) auf insgesamt 75.000 PKW im Jahr 1967. 1964 wurden die drei Teilgesellschaften wieder zu Mitsubishi Heavy Industries (MHI) verschmolzen, am 22. April 1970 die Fahrzeugsparten der drei ehemaligen Teilgesellschaften aus MHI ausgegliedert und in das neugegründete Unternehmen Mitsubishi Motors Corporation (MMC) umgewandelt, um Chrysler daran beteiligen zu können.
Unmittelbar nach Kriegsende nahm Mitsubishi die Automobilfertigung wieder auf, die Fuso-Busse wurden wieder gefertigt und es begannen die Entwicklung und Fertigung von Motorrollern (Silver Pigeon) und Dreiradtransportern (Mizushima). Ab 1951 kam mit der CKD-Montage von Kaiser Motors Henry J und Willys Jeep die Lizenzfertigung erster PKW hinzu. 1960 erschien dann der kleine aber familientaugliche Mitsubishi 500, der Vorläufer der ersten Colt-Baureihen. Ab 1961 bzw. 1962 rundeten die Kei-Cars Mitsubishi 360 und Minica das Programm nach unten ab, ab 1964 wurde die Oberklassenlimousine Debonair hauptsächlich für den japanischen Markt verkauft. Die Modelle Galant und Lancer erschienen erstmals 1969 bzw. 1973.

### 1971–1992: Zusammenarbeit mit Chrysler

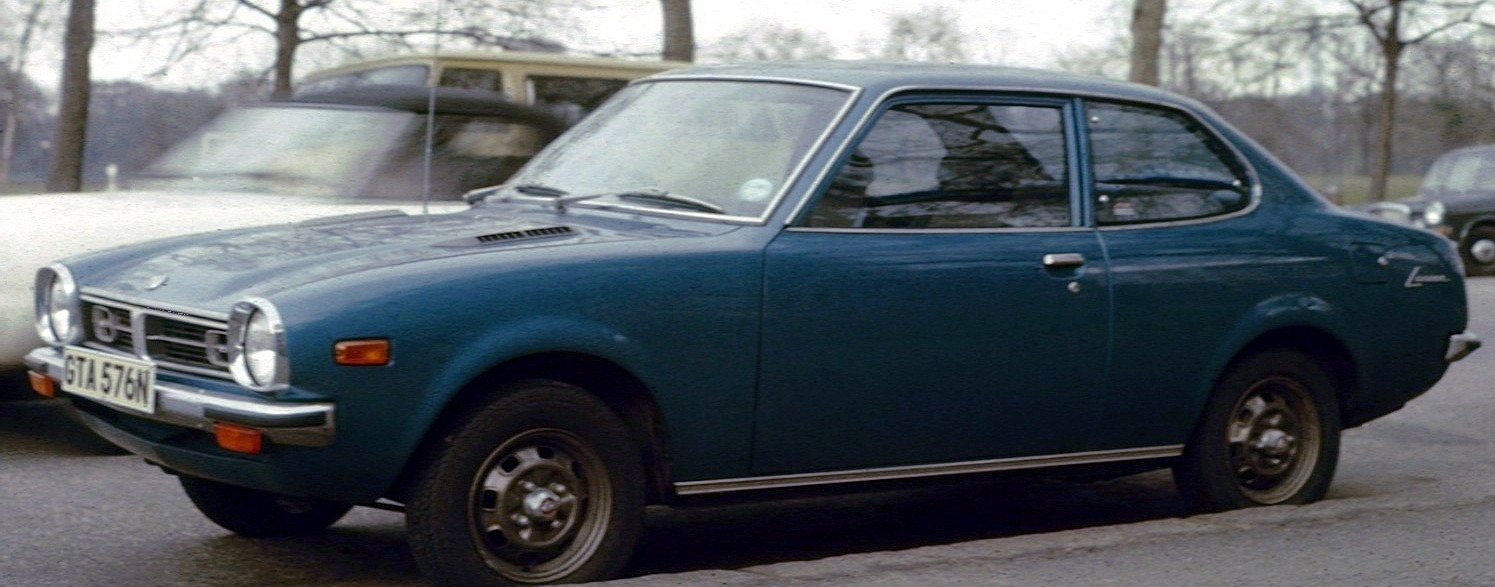
Mitsubishi Lancer von 1973

1971 erwarb Chrysler eine Beteiligung von 15 % an MMC und begann die Mitsubishi-Modelle Galant und Lancer unter eigenen Marken zu verkaufen. Etwas später baute MMC in Europa ein eigenes Händler- und Werkstättennetz auf und brachte sich damit in direkte Konkurrenz zu Chryslers Europa-Tochter Simca, was wiederum zu Spannungen zwischen beiden Partnern führte. Ende der 1970er Jahre geriet Chrysler in Schwierigkeiten und musste erst SIMCA an Peugeot verkaufen und 1980 dann auch seine australische Produktionsstandorte an MMC (umbenannt in Mitsubishi Motors Australia Ltd.). Weiterhin begann MMC ab 1982 in den USA unter eigenem Namen parallel zu Chrysler seine Fahrzeuge selbst zu verkaufen. Als Chrysler sich kurzzeitig erholte, gründeten beide 1985 ein gemeinsames Joint Venture (Diamond-Star Motors) und ein Werk in den USA in Normal, Illinois, um die dortigen Einfuhrbeschränkungen für japanische Fahrzeuge zu umgehen. Um seine sehr hohen Verbindlichkeiten teilweise ablösen zu können, ging MMC am 5. Dezember 1988 an die Börse und Chrysler erhöhte seinen Anteil an MMC auf über 20 %. Nach erneuten Problemen musste Chrysler 1991 seinen Anteil an dem gemeinsamen Werk in USA verkaufen (später in Mitsubishi Motors Manufacturing of America Inc. (MMMA) umbenannt), bis 1995 wurden ebenfalls alle Anteile an MMC wieder komplett verkauft. Das Joint-Venture wurde zwar aufgegeben und die direkte Zusammenarbeit eingestellt, jedoch wurden viele Modelle noch bis in die 2000er Jahre hinein mit Chrysler produziert (etwa der Chrysler Sebring oder der Mitsubishi Raider).

### 1990er Jahre: Mitsubishi in der Asienkrise
1989 verkaufte MMC weltweit 1 1⁄2 Millionen Fahrzeuge, der 1982 neu vorgestellte Pajero wurde entgegen aller Erwartungen ein großer Erfolg, z. B. auch in Japan. Um dies umfangreich auszunutzen, wurde Anfang/Mitte der 1990er Jahre das Programm des Pajero umfangreich ausgebaut. Von der Anfang der 1990er Jahre einsetzenden Japankrise blieb MMC deshalb zunächst weitgehend verschont, die anderen japanischen Hersteller durchlebten dagegen heftige Krisen, so auch Honda. 1992/1993 hielten sich Gerüchte über eine feindliche Übernahme Hondas durch MMC. 1995 erreichte MMC auf dem japanischen Heimatmarkt einen Marktanteil von 11,6 %.
Während die japanischen Wettbewerber durch Erfolge auf dem US-Markt sich zu erholen begannen und von der Krise in Südostasien weniger betroffen waren, wurde MMC dann doch hart getroffen. Auf allen drei wichtigen Absatzmärkten (Japan, Südostasien und USA) brachen die Verkäufe ein, MMC musste noch 1997 in Thailand ein Werk für LKW schließen, verlor Marktanteile im In- und Ausland, musste seinen Platz als drittgrößter Automobilhersteller an Mazda abgeben und machte den größten Verlust in seiner Geschichte. Auch durch die ausgesetzte Dividendenzahlung stürzte zusätzlich der Aktienkurs von MMC ab.
Im November 1997 folgte ein auf drei Jahre angelegtes Restrukturierungsprogramm mit dem Ziel, Personal und Kosten zu senken und 1998 wieder profitabel zu werden. Nach Anfangserfolgen musste aber bereits 1999 wieder die Dividende ausgesetzt werden. Hinzu kamen die hohen Verbindlichkeiten von MMC in Höhe von 1,7 Billionen ¥ (heute etwa 13½ Milliarden €). Bei der nun notwendigen Suche nach einem Partner empfahlen außenstehende Analysten, MMC solle als Juniorpartner eine Übernahme oder einen Zusammenschluss anstreben. Der Vorstandsvorsitzende Katsuhiko Kawasoe dagegen meinte, MMC könne ein gleichwertiger Partner sein und ohne Kapitalbeteiligung kooperieren.

### Unternehmenskrise

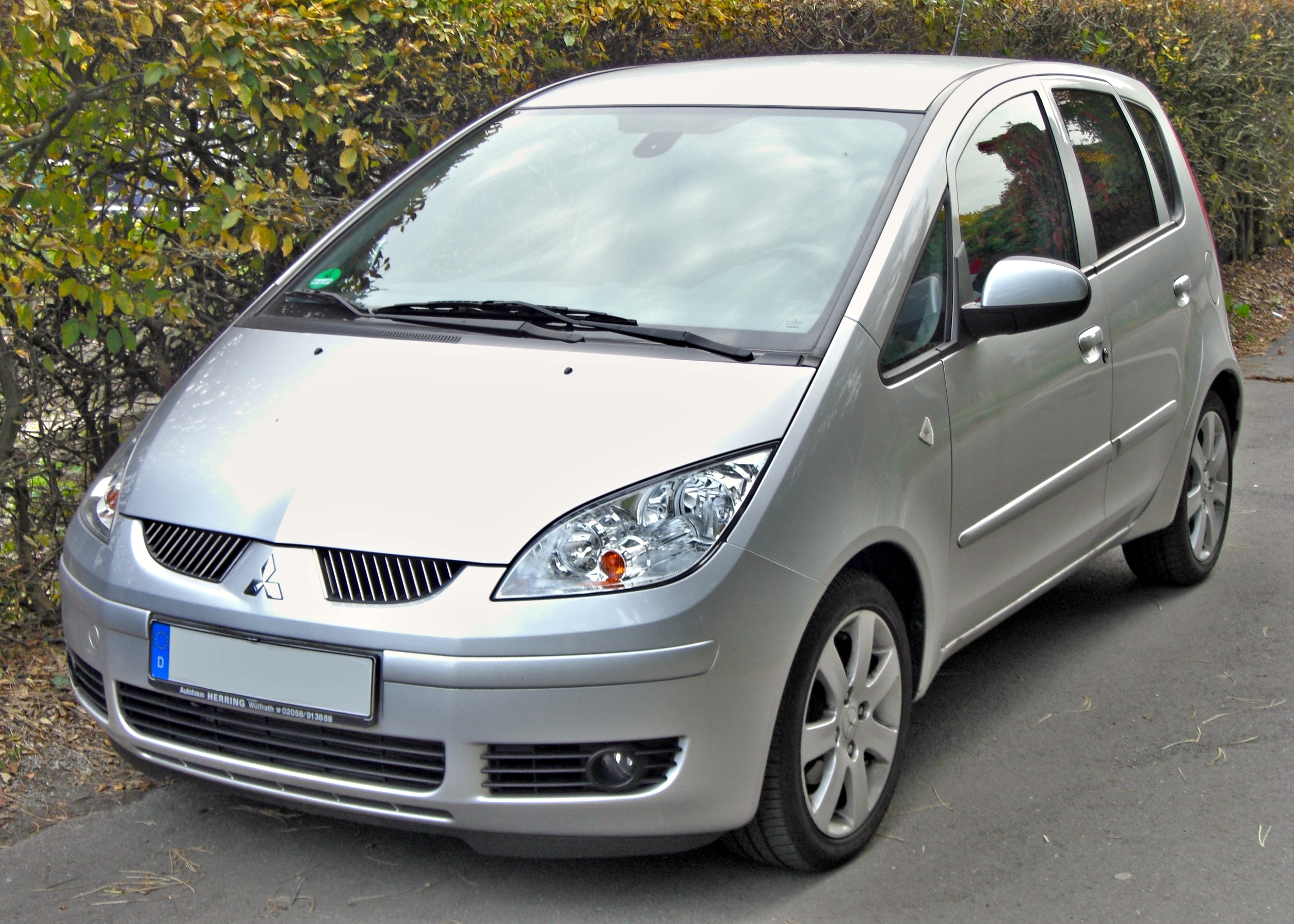
Der Colt führte Mitsubishi 2004 in Europa aus der Krise

Ab 1997 sanken die Verkaufszahlen, bedingt durch die Asienkrise, drastisch. Dazu kamen Vertuschungsskandale, die das Image der Marke weiter beschädigten. Auch die Übernahme Mitsubishis durch den ebenfalls angeschlagenen DaimlerChrysler-Konzern im Jahr 2001 brachte keine Besserung.
Im April 2004 verkündete DaimlerChrysler, Mitsubishi keine weitere finanzielle Hilfe mehr zukommen zu lassen und verkaufte nunmehr alle seine Anteile. Dadurch stand die Marke kurz vor dem Bankrott. Zudem waren die Modelle veraltet und ließen sich nur noch schwer verkaufen. Einzig in Europa ging es ab der Einführung des neuen Colt im Sommer 2004 wieder bergauf. Mit dem Verkaufsstart des zweiten Outlander im Frühjahr 2006 stiegen auch die Verkaufszahlen in Japan wieder.

### Entwicklung nach 2000
2003 wurde die Nutzfahrzeugsparte von Mitsubishi Motors ausgegliedert und bildet seitdem das eigenständige Unternehmen Mitsubishi Fuso Truck and Bus Corporation.
Im Oktober 2005 wurde zusammen mit DaimlerChrysler und Hyundai das Joint-Venture Global Engine Manufacturing Alliance gegründet, das Motoren für die beteiligten Firmen herstellte.
Anfang 2005 wurde ein Kooperationsvertrag zwischen Mitsubishi Motors und Groupe PSA geschlossen. Das unterzeichnete Memorandum sah eine jährliche Produktion ab 2007 von 30.000 SUV für Peugeot und Citroën in Japan vor. Diese waren der Citroën C-Crosser sowie der Peugeot 4007, die beide auf einer für den Mitsubishi Outlander entwickelten Plattform basierten. Die Kooperation verbesserte die Auslastung der Produktion bei Mitsubishi. Später wurden auch andere Modelle von Mitsubishi für PSA produziert, auf Basis des i-MiEV der Citroën C-Zero und Peugeot iOn sowie auf Basis des ASX der Citroën C4 Aircross und der Peugeot 4008.

### Einstieg von Nissan
Im April 2016 gab Mitsubishi Manipulationen bei den Verbrauchswerten seiner Modelle bekannt. 625.000 Fahrzeuge, davon 468.000 Exemplare zweier Modelle für Nissan, waren betroffen.
Nachdem der Aktienkurs von Mitsubishi eingebrochen war, kündigte Nissan am 12. Mai 2016 an, 34 % der Anteile von Mitsubishi für 237 Milliarden Yen (etwa 3,2 Milliarden Euro) zu übernehmen. Der Abschluss der Transaktion wurde am 20. Oktober 2016 zusammen mit der Verlautbarung, dass Mitsubishi nun ein Teil der Renault-Nissan Allianz sei, bekanntgegeben.

### Rückzug aus Europa; Revision der Pläne
Im Juli 2020 wurde bekanntgegeben, Mitsubishi wolle sich in den nächsten Jahren aufgrund finanzieller Schwierigkeiten aus Europa zurückziehen. Diese Pläne wurden später verfeinert, Mitsubishi verkündete Anfang des Jahres 2021, in Europa auf ausgewählten Märkten (darunter Deutschland und Österreich) bleiben zu wollen und das Markenportfolio auch anhand zweier neuer Modelle auf Renault-Plattformen ab 2023 ausbauen zu wollen. Gleichzeitig wurde allerdings bestätigt, dass sich Mitsubishi zum Herbst 2021 aus Großbritannien zurückzieht. Die Folgen des Brexits hätten die Marktbedingungen für Unternehmen verschlechtert.

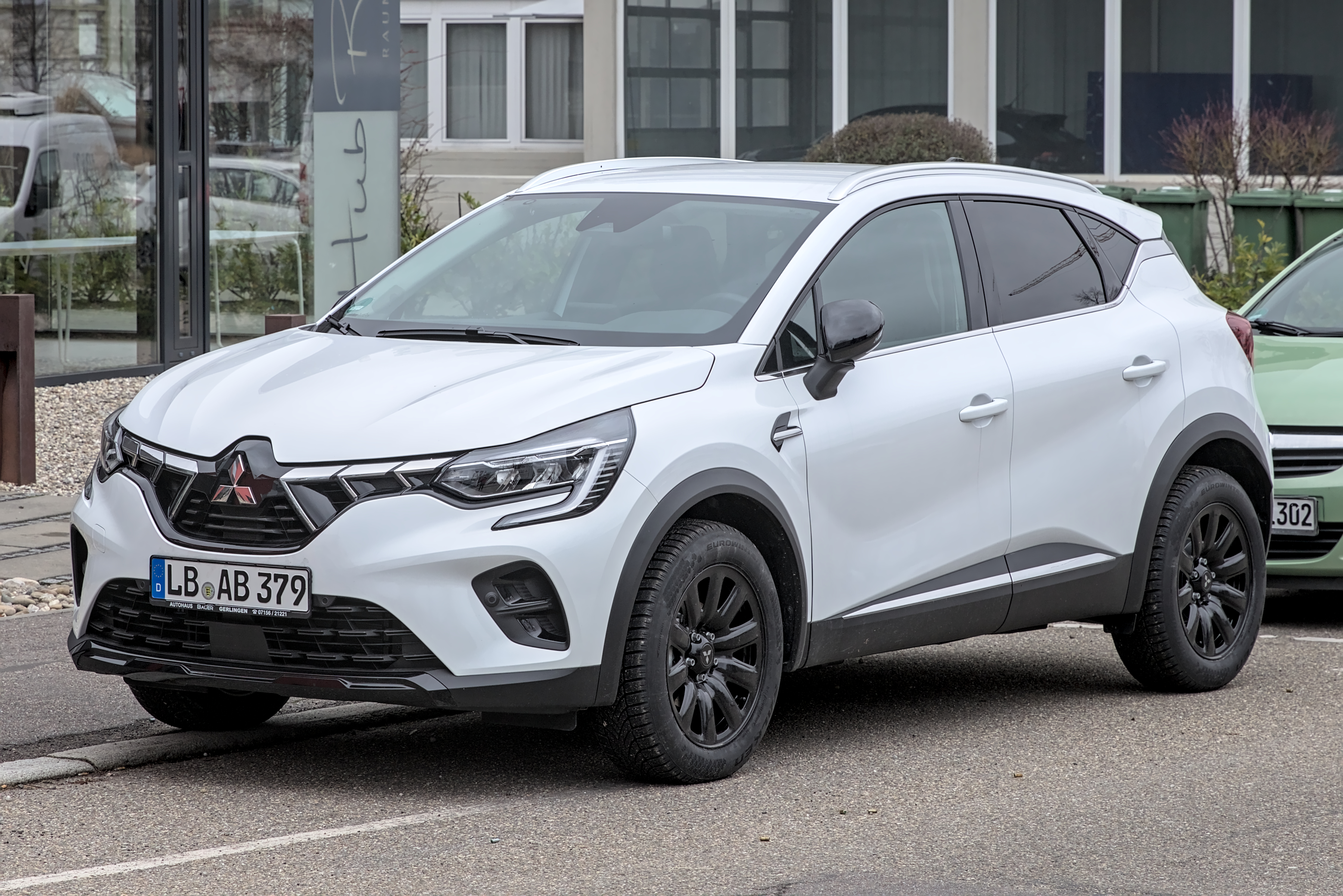
Mitsubishi ASX

Im September 2022 wurde der neue Mitsubishi ASX vorgestellt. Er kam Anfang 2023 auf Basis des Renault Captur bzw. Nissan Juke auf den Markt.
Ebenfalls 2022 wurde die Rückkehr des Mitsubishi Colt verkündet, der auf der Plattform des Renault Clio V aufbaut und wie dieser im türkischen Bursa gebaut wird. Er wurde im Juni 2023 vorgestellt. Im März 2023 wurde außerdem angekündigt, dass die vierte Generation des Mitsubishi Outlander als Plug-in-Hybrid auch wieder in Europa verkauft werde.
Ende September 2023 wurde bekannt, dass Mitsubishi Verhandlungen mit der Guangzhou Automobile Group (GAC) darüber führt, das Gemeinschaftsunternehmen zur Produktion von Elektroautos zu verlassen und GAC das gemeinsam betriebene Werk in der Provinz Hunan zu überlassen.

## Mitsubishi Motors in Deutschland
1977 gründete der Automobil-Importeur Hanns Trapp-Dries † 7. Mai 2021 die MMC Auto Deutschland GmbH in Rüsselsheim. Der erste nach Deutschland importierte Wagen war der Mittelklassewagen Galant. Das Coupé Celeste und der erste Lancer wurden noch im selben Jahr in Deutschland eingeführt.
Im Herbst 1978 folgten das Sapporo Coupé und der erste Colt.
Anfang 1983 brachte Mitsubishi den Geländewagen Pajero auf den Markt. Im Herbst desselben Jahres wurde der Space Wagon, die erste Großraumlimousine auf dem deutschen Markt, eingeführt. Anfang 1987 erschien mit dem Lancer Kombi 4WD der erste Serien-Pkw von Mitsubishi mit permanentem Allradantrieb.
Ab Anfang 1990 entstand in Zusammenarbeit mit dem amerikanischen Automobilhersteller Chrysler ein Sportcoupé namens Eclipse. Dieses wurde in den ersten beiden Generationen auch in Deutschland angeboten (nicht als Spyder). Ebenfalls 1990 wurde ein weiterer Sportwagen, der 3000 GT, präsentiert. Außerdem wurde 1992 der Grundstein für die Lancer-Evolution-Modellreihe gelegt. Der Zusatz Evolution wurde eingeführt, als Mitsubishi auf Basis des Serienmodells Lancer RS 2500 Einheiten zum Erhalt der Homologation nach Gruppe-A-Reglement für die Teilnahme an der Rallye-Weltmeisterschaft baute.
Ab Mitte 1992 brachte Mitsubishi Motors mit dem Sigma Kombi das erste Serienfahrzeug aus australischer Produktion nach Deutschland. Es handelte sich dabei um ein Fahrzeug der oberen Mittelklasse, das von einem 3,0-Liter-V6-Ottomotor angetrieben wurde.
Unter dem Namen HSR-V wurde 1995 in Japan ein direkteinspritzender Ottomotor entwickelt. Ab 1997 wurde er unter dem Namen GDI vermarktet.
Am 2. April 2002 übernahm die Mitsubishi Motors Deutschland GmbH nach der Zustimmung durch die zuständige Kartellbehörde den Vertrieb von Mitsubishi-Fahrzeugen in Deutschland. Ihren Sitz legte das Unternehmen ins hessische Rüsselsheim am Main in der Nähe von Frankfurt am Main.
Im Mai 2003 erweiterte der Outlander die Modellpalette von Mitsubishi Motors um ein Sport Utility Vehicle (SUV). Die Technik des Allradantriebs, der ein Mitteldifferenzial mit Viscosperre beinhaltet, stammt im Wesentlichen vom Lancer Evolution, mit dem er sich die Bodengruppe teilt.
Im Jahr 2004 wurde der Verkauf des Galant in Europa eingestellt. Für den Carisma und den Space Star (2005) endete die Produktion in den Niederlanden.
26 Jahre nach der Einführung der ersten Colt-Generation auf dem deutschen Markt wurde im Juni 2004 die sechste Generation des Kleinwagens lanciert. Außerdem brachte Mitsubishi etwa gleichzeitig die Großraumlimousine Grandis, die bis zu sieben Personen Platz bietet, auf den deutschen Markt. Beeinträchtigt wurden diese deutschen Markteinführungen allerdings durch das negative Stimmungsbild, das durch die gescheiterte Kooperation mit DaimlerChrysler entstand. Die Verkaufszahlen von Mitsubishi Motors fielen damit wieder deutlich.
Im Februar 2007 kamen sowohl die zweite Generation des Outlander, als auch der nun in der vierten Generation erhältliche Pajero auf den Markt. Im Herbst erschien zudem der neue Lancer auf dem deutschen Markt.
Ende Juli 2009 wurde das Elektrofahrzeug i-MiEV in Japan eingeführt. Im Dezember 2010 wurde die Linkslenker-Version auf dem europäischen Markt eingeführt.
Im Jahr 2012 feierte Mitsubishi 35-jähriges Bestehen in Deutschland, weshalb es zu diesem Anlass die Sondermodellreihe 35-Jahre gab. Auf dem Genfer Auto-Salon im März 2012 wurde die dritte Generation des erfolgreichen SUVs Outlander vorgestellt, die im Oktober desselben Jahres auf den deutschen Markt kam. Mitsubishi stellte auf dem Pariser Automobilsalon 2012 mit dem Mitsubishi Plug-In Hybrid Outlander den weltweit ersten Allrad-PKW mit Hybridantrieb vor, der seit Frühjahr 2014 in Deutschland im Handel ist.
Das 2010 eingeführte, erfolgreiche Crossover-Modell ASX erhielt im November 2012 ein umfangreiches Facelift, während die Einstellung des am längsten erhältlichen Mitsubishi-Modells Colt bekannt wurde.
Das Jahr 2013 startete mit einem Führungswechsel in der Deutschlandzentrale. Geschäftsführer Hiroshi Taguchi wurde nach vier Jahren im Amt von Takuro Miki abgelöst. Im Januar wurde der offizielle Name des neuen Kleinwagens Space Star bekannt gegeben; die Preise wurden Anfang März publiziert. Auf dem Genfer Auto-Salon im März 2013 wurden zwei Weltpremieren vorgestellt, die Elektromodelle GR-HEV, ein Pick-up mit Hybridantrieb und CA-MiEV, ein Kompaktwagen mit Elektroantrieb. Weiterhin wurde im März der letzte Colt verkauft und Fabian Hambüchen als neuer Markenbotschafter vorgestellt.
Seit Februar 2014 ist die Emil-Frey-Gruppe Mitsubishi Importeur in Deutschland. Emil Frey plante ab dem genannten Zeitpunkt Mehrheitsanteilseigner der aktuellen Mitsubishi Motors Deutschland GmbH zu werden, die umbenannt wurde in MMD Automobile GmbH (MMDA). MME wird eine strategische Minderheitsbeteiligung von 24,9 % halten. Neuer Geschäftsführer wurde Werner H. Frey, der am 1. April von Kolja Rebstock abgelöst wurde. Am 11. Oktober 2017 zog die Firma nach Friedberg (Hessen) um. Rebstock verließ Mitsubishi zum Jahresende 2020, zum Jahr 2021 wurde Werner H. Frey erneut Geschäftsführer von MMD.

### Auswahl verschiedener in Deutschland angebotener Modelle

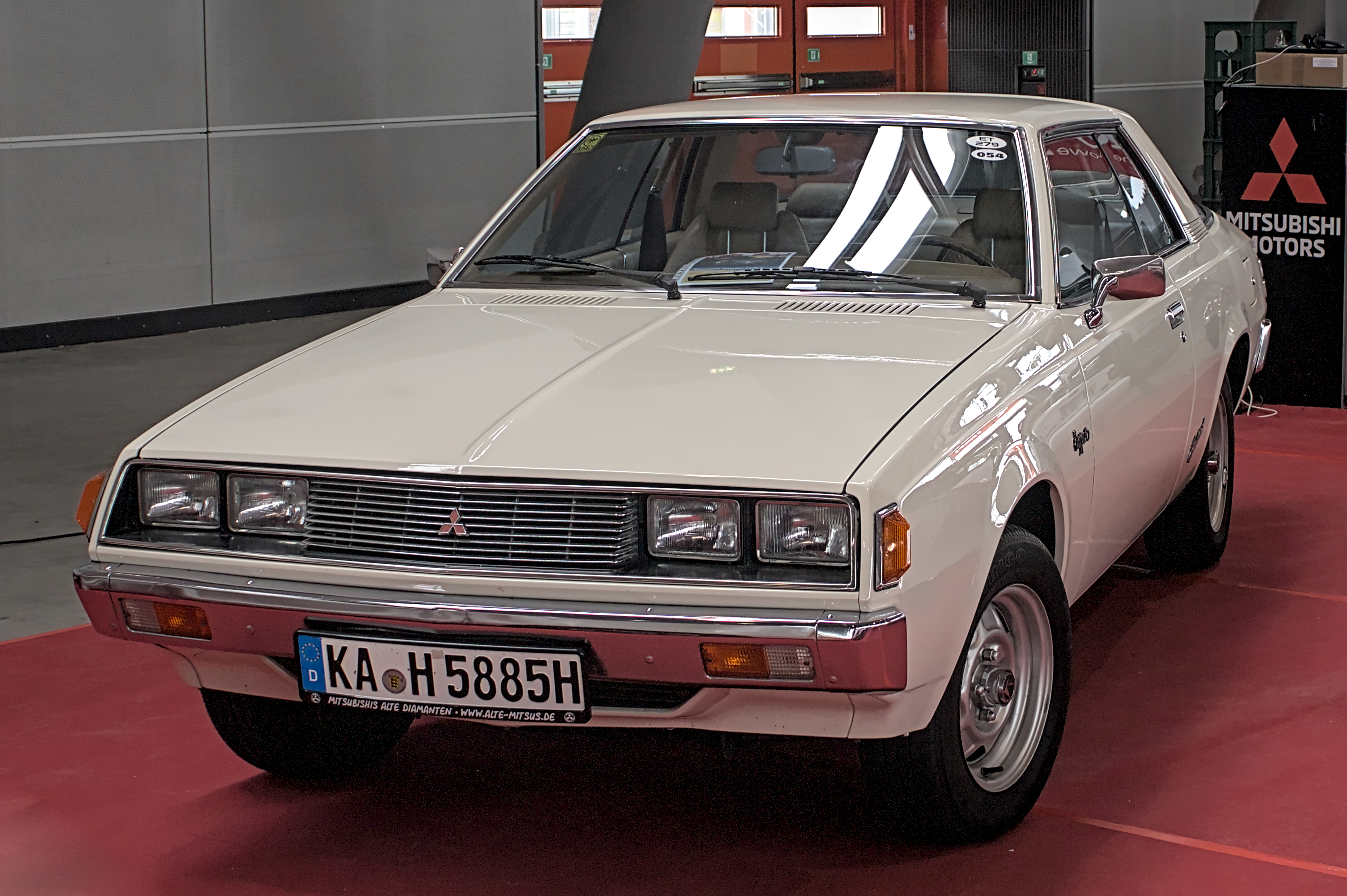
Mitsubishi Sapporo
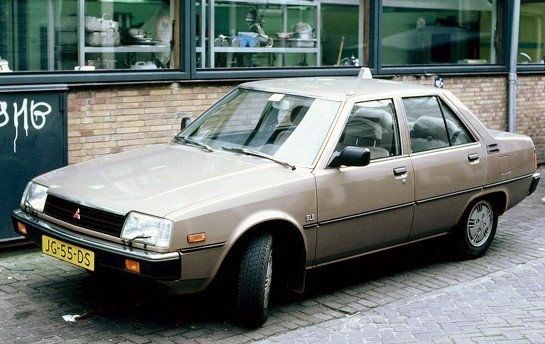
Mitsubishi Tredia
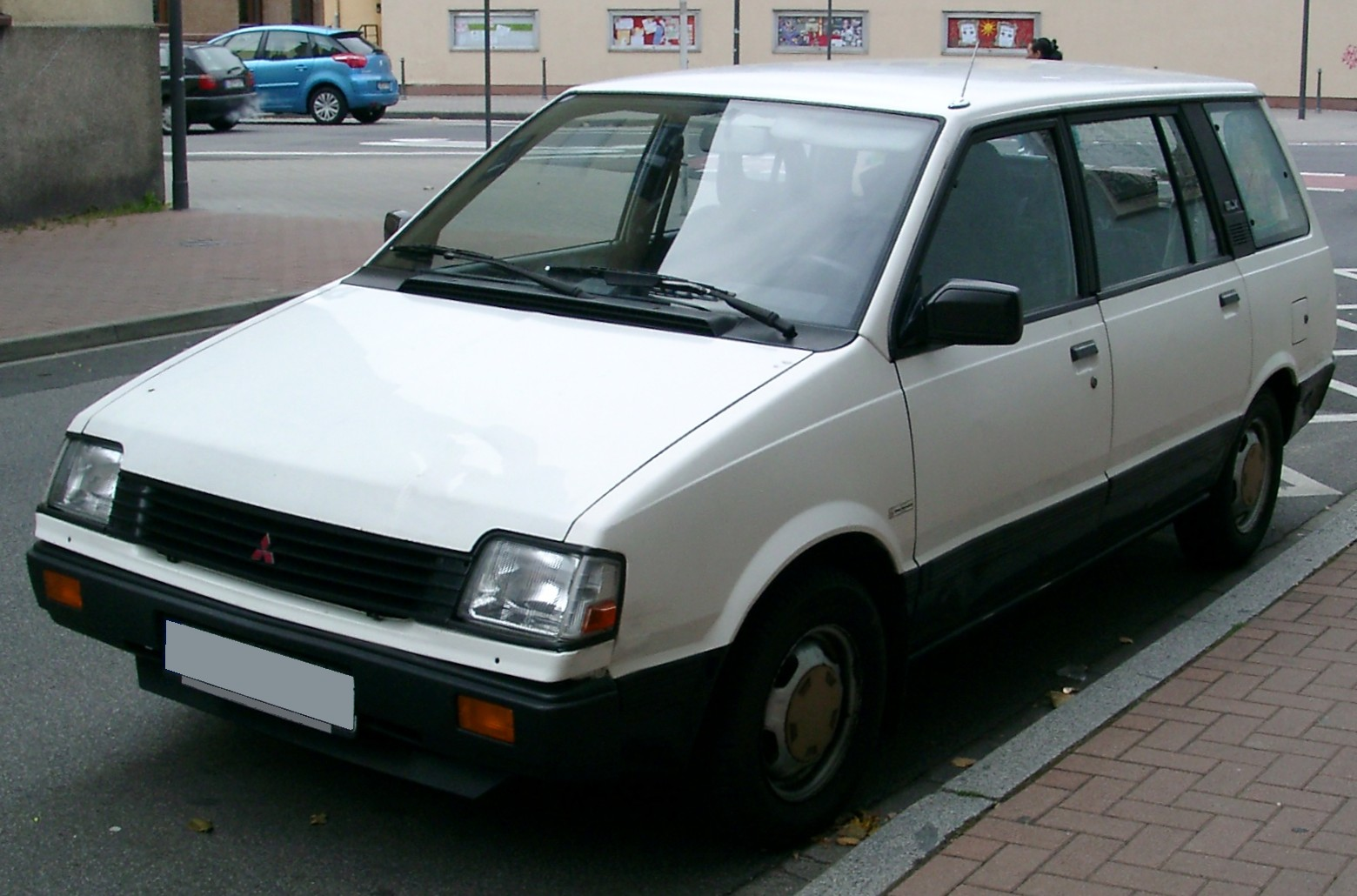
Mitsubishi Space Wagon
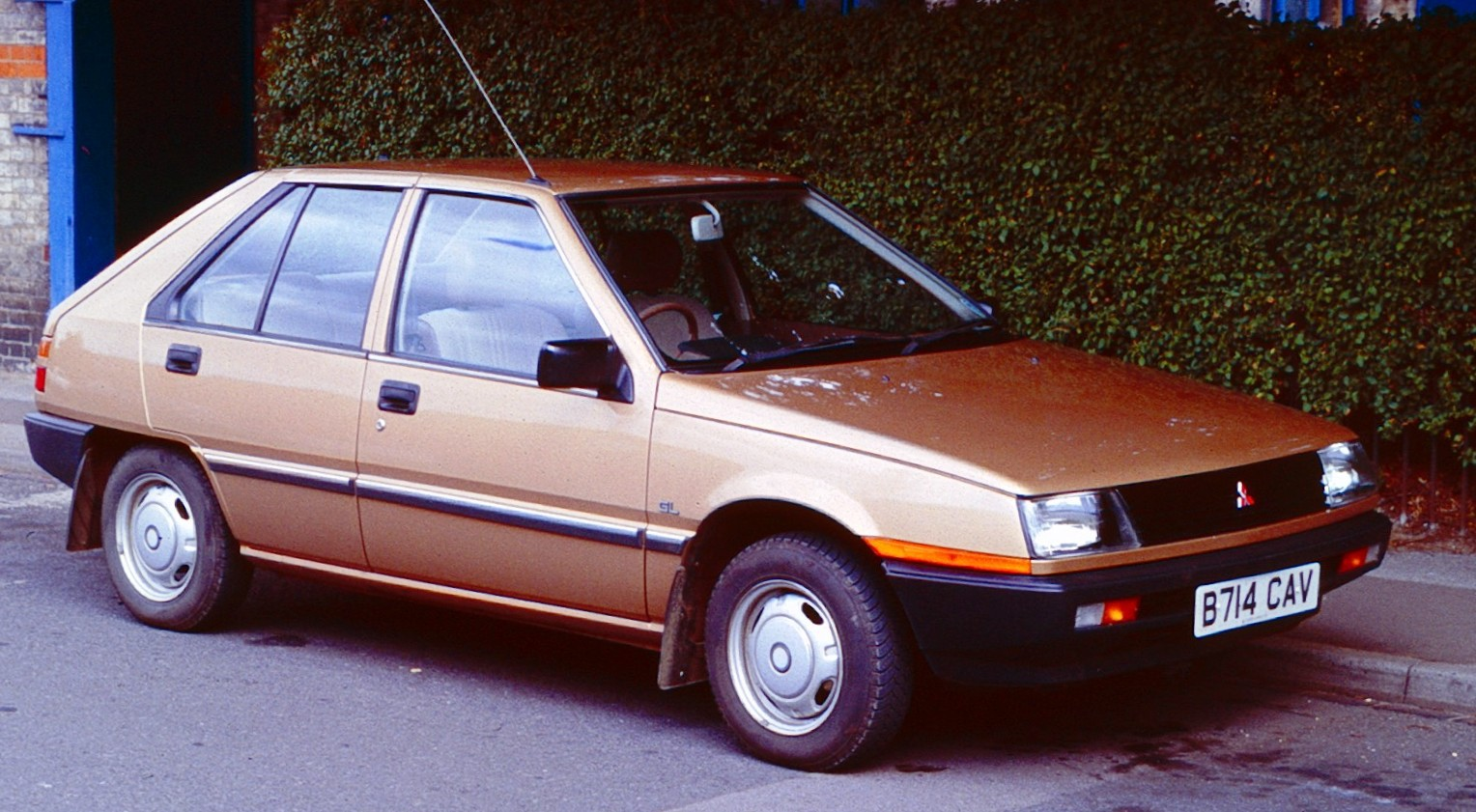
Mitsubishi Colt
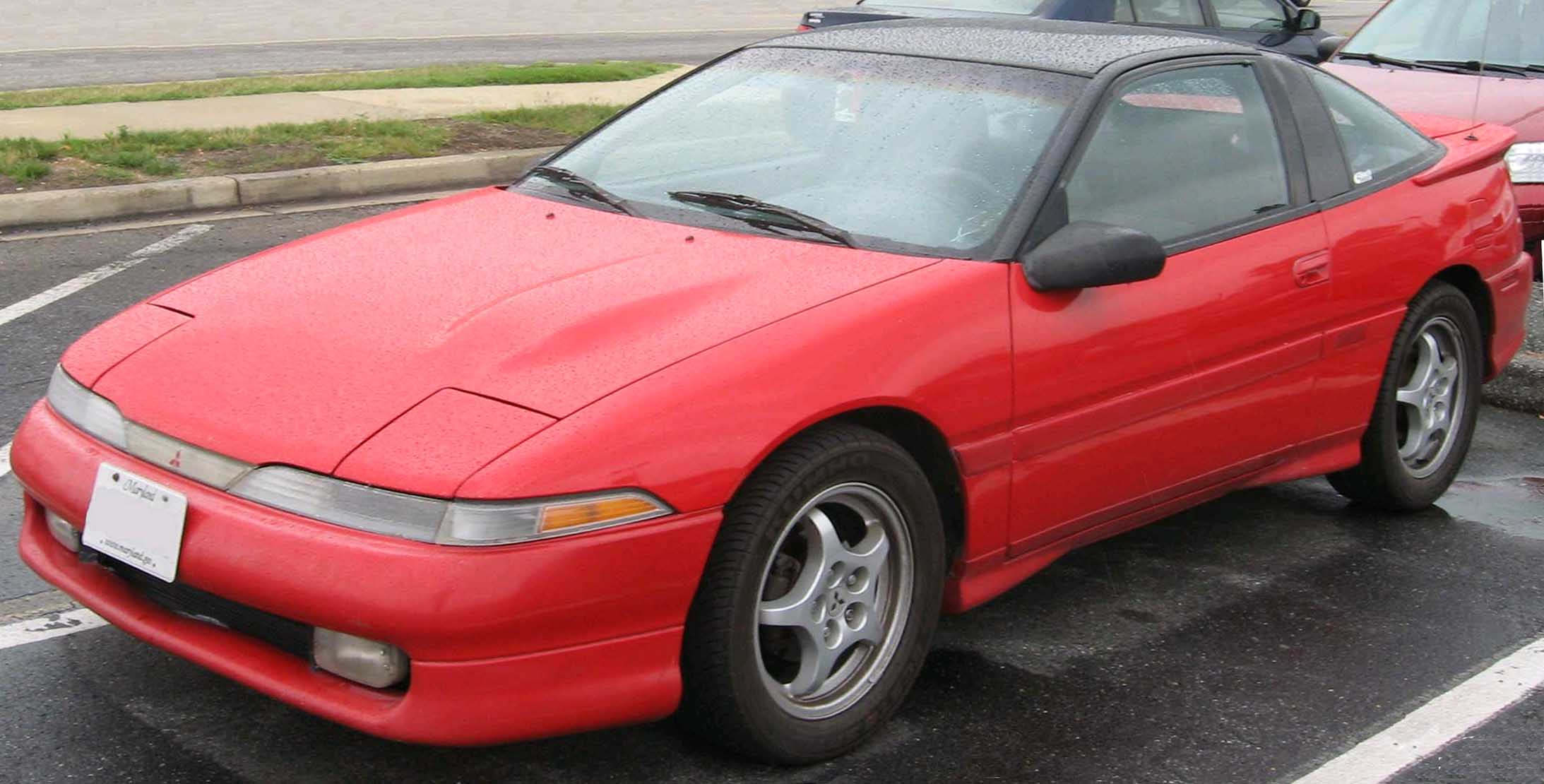
Mitsubishi Eclipse
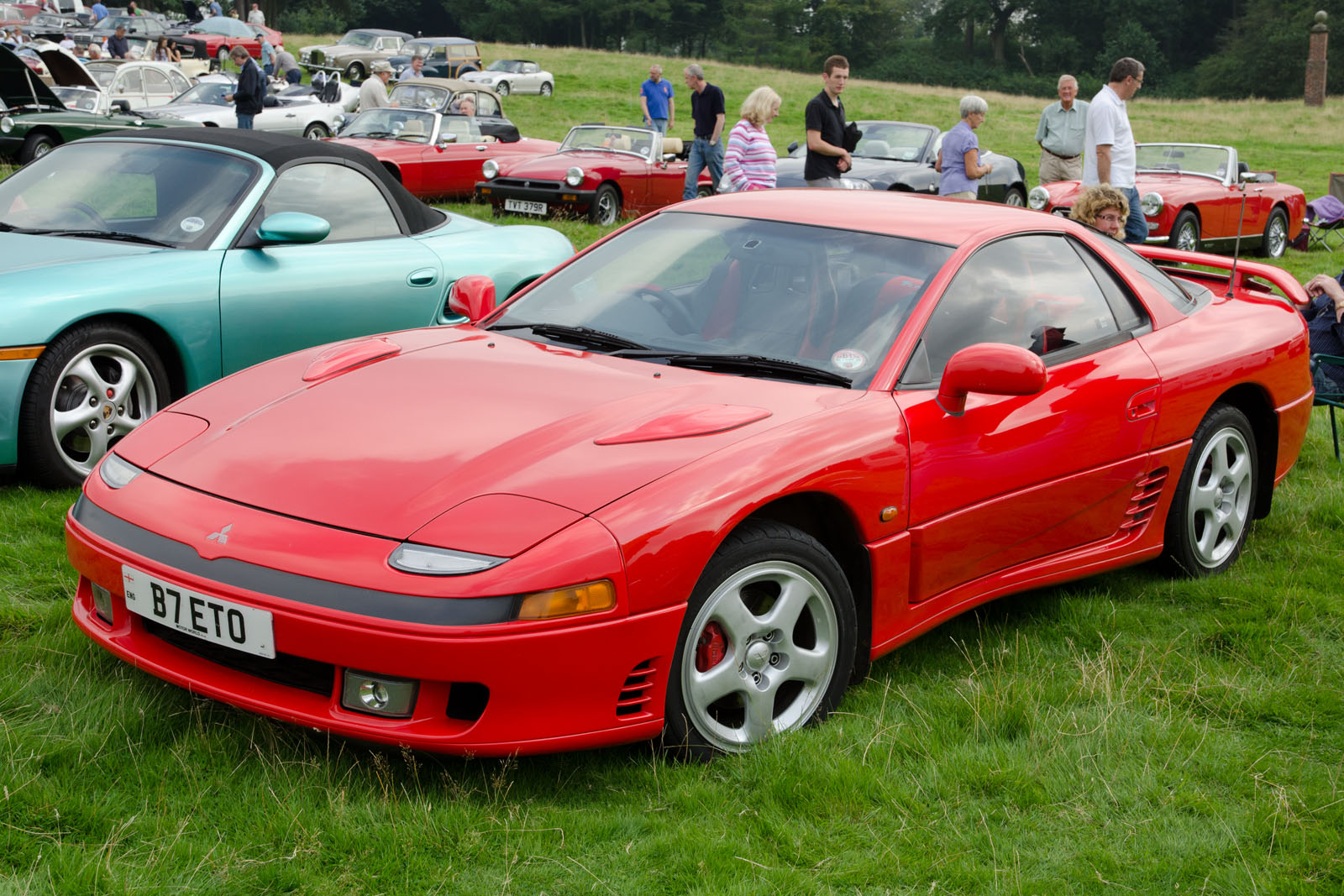
Mitsubishi 3000GT
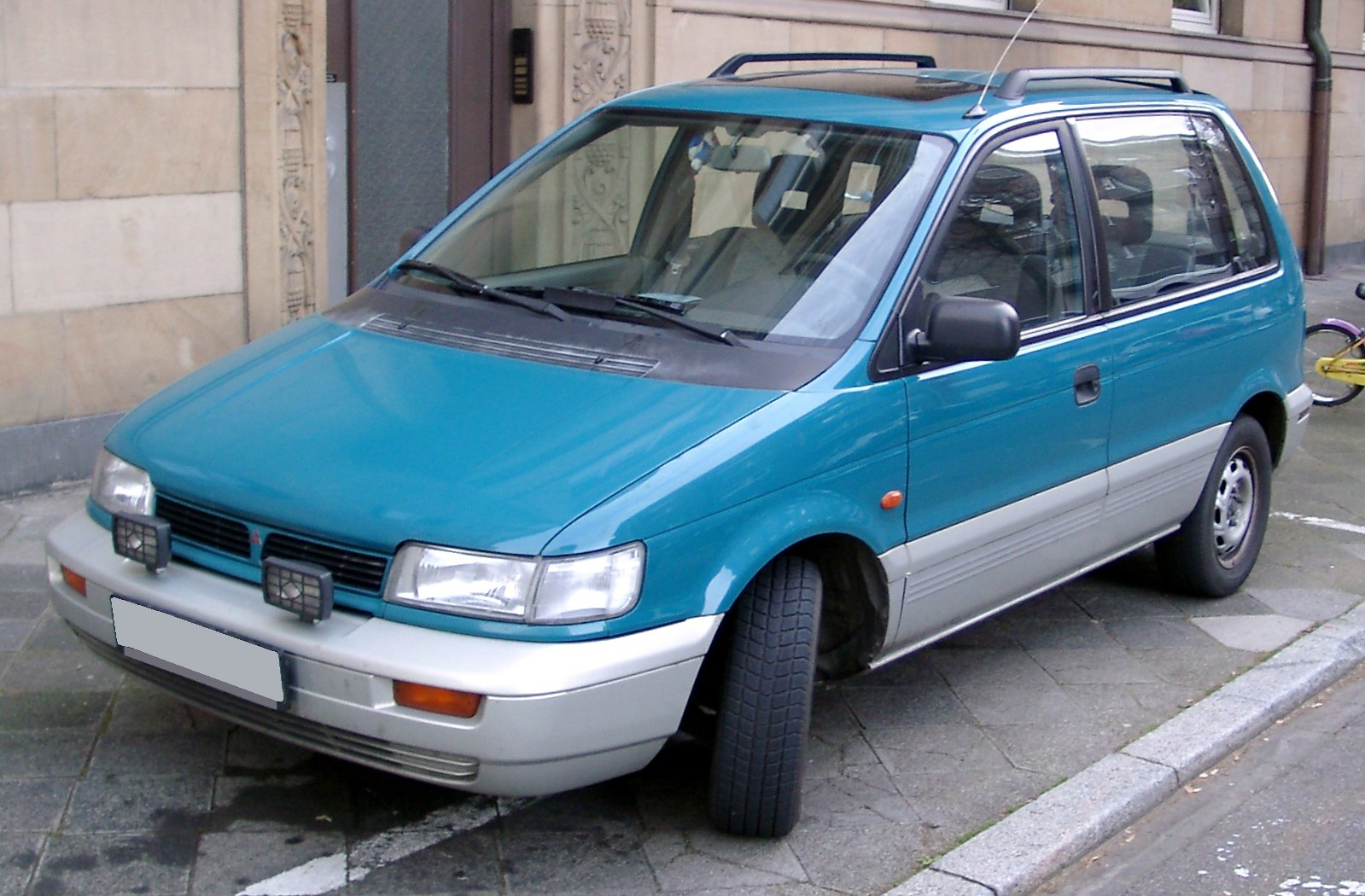
Mitsubishi Space Runner
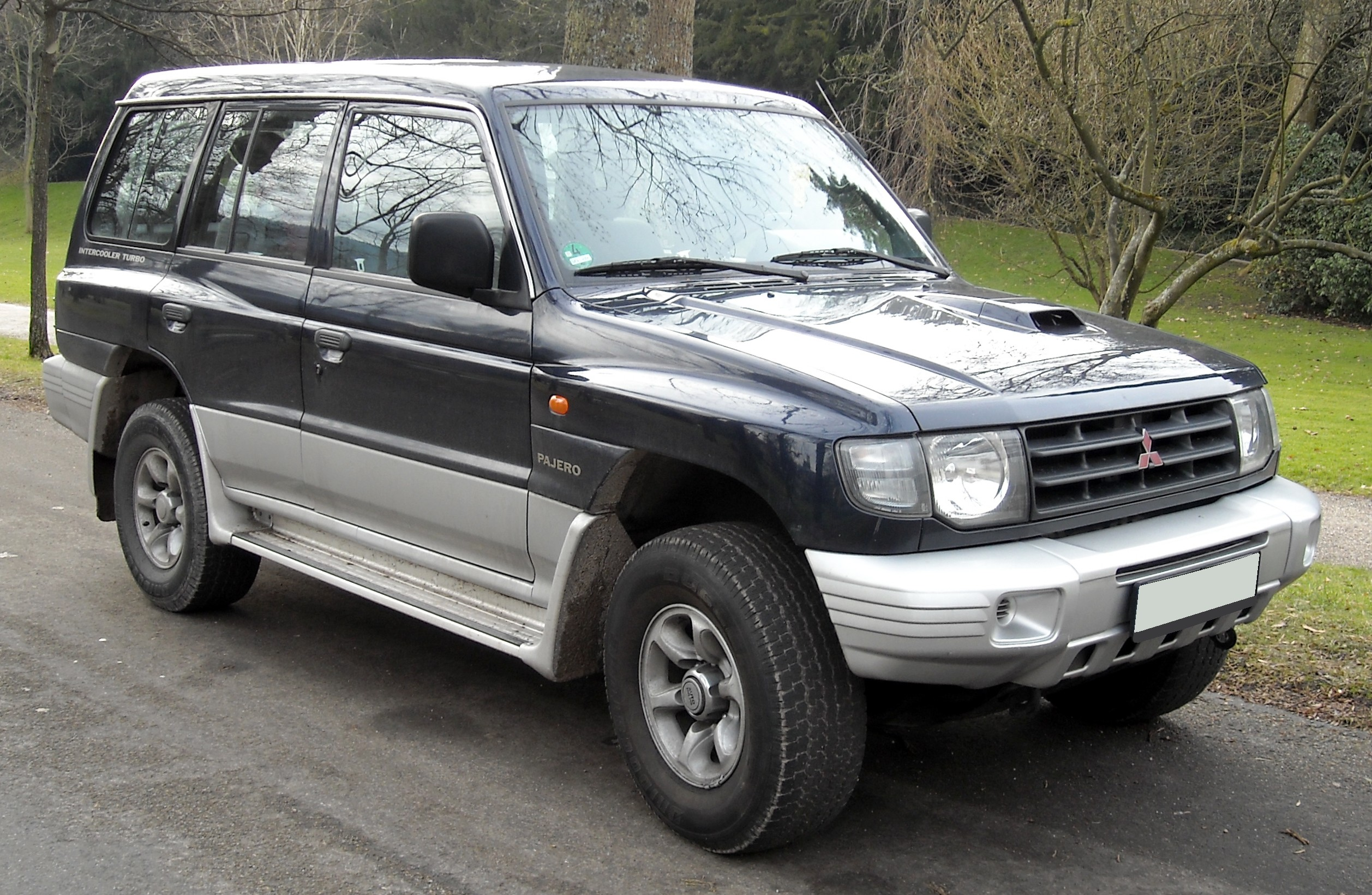
Mitsubishi Pajero
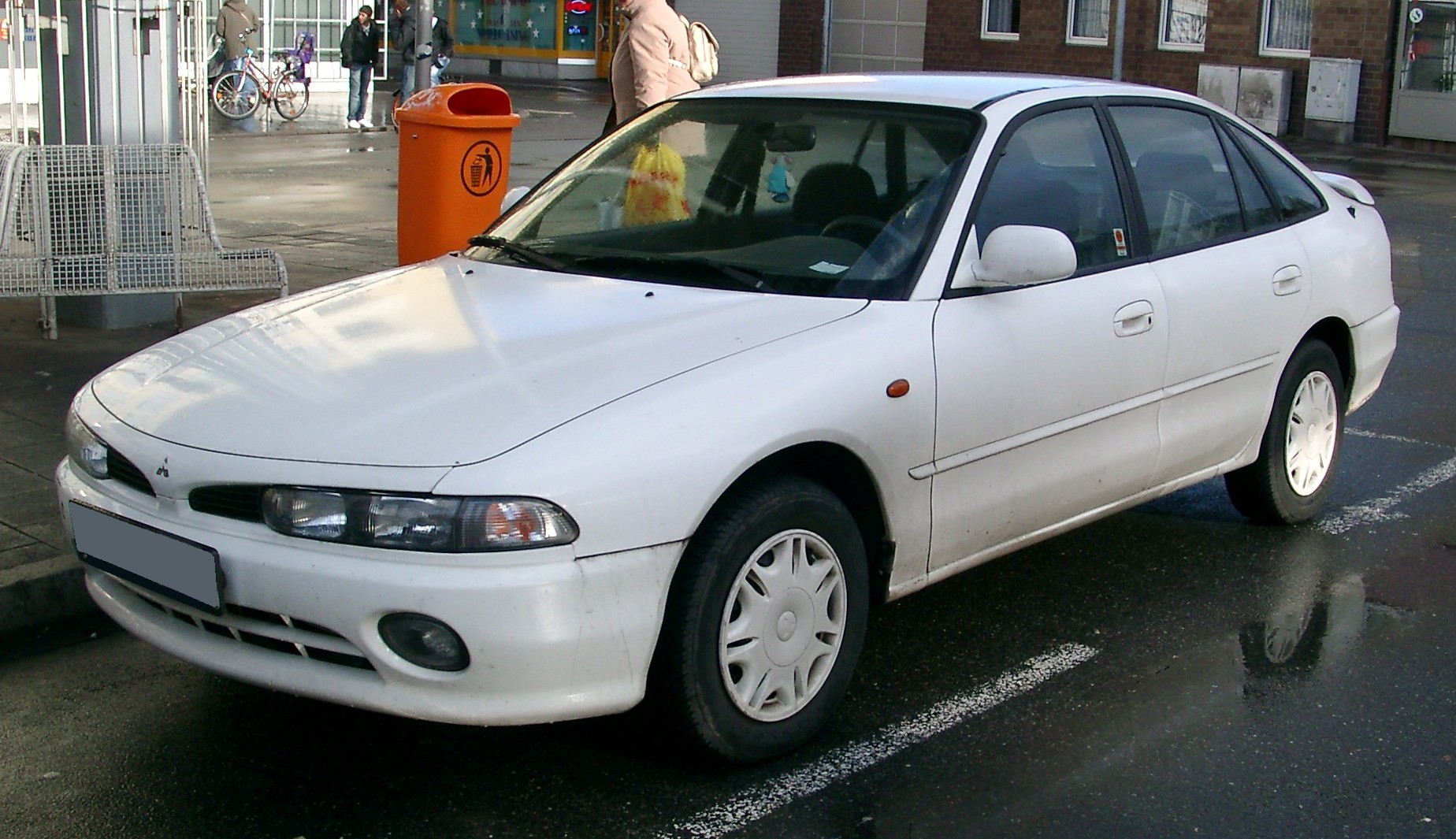
Mitsubishi Galant
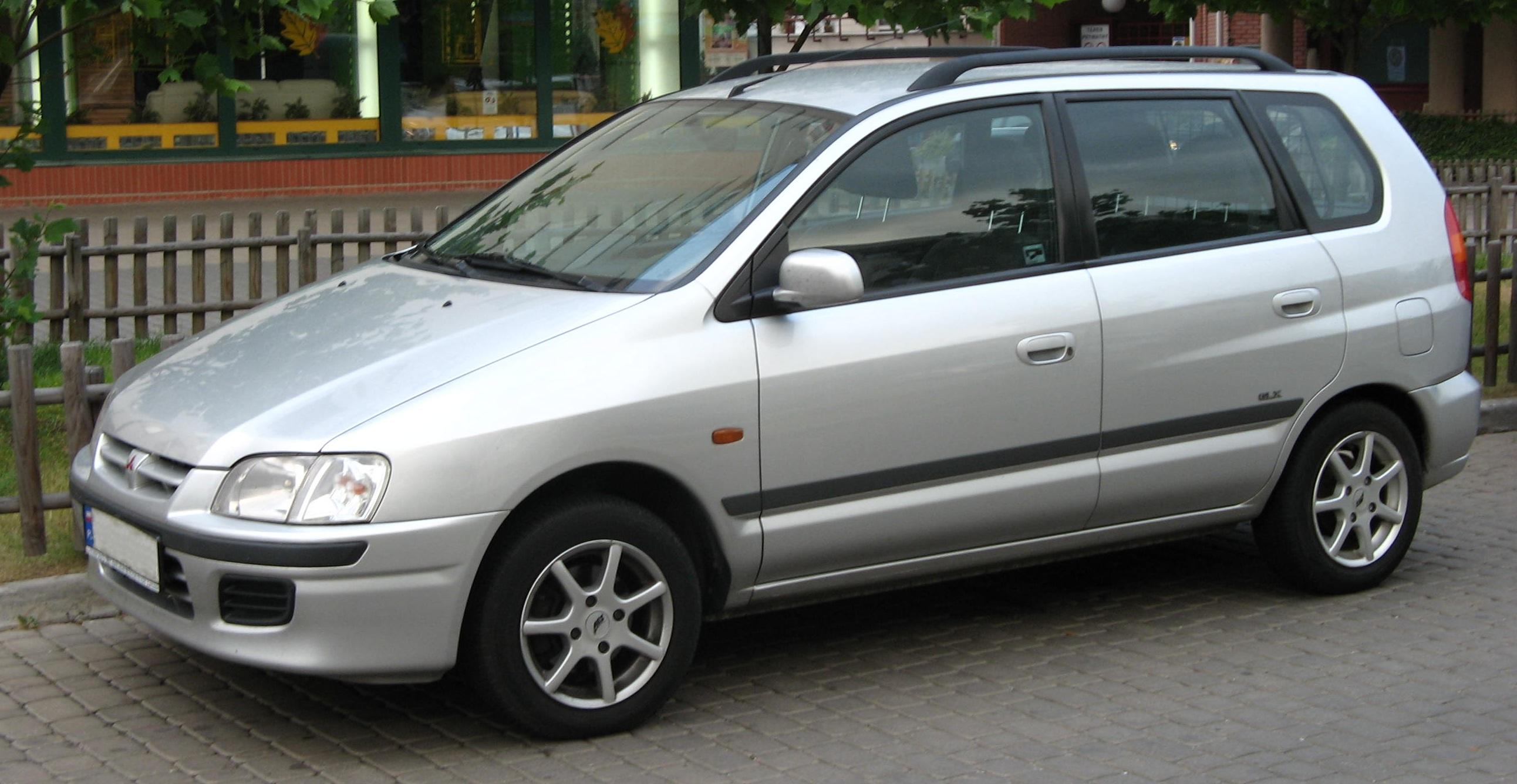
Mitsubishi Space Star
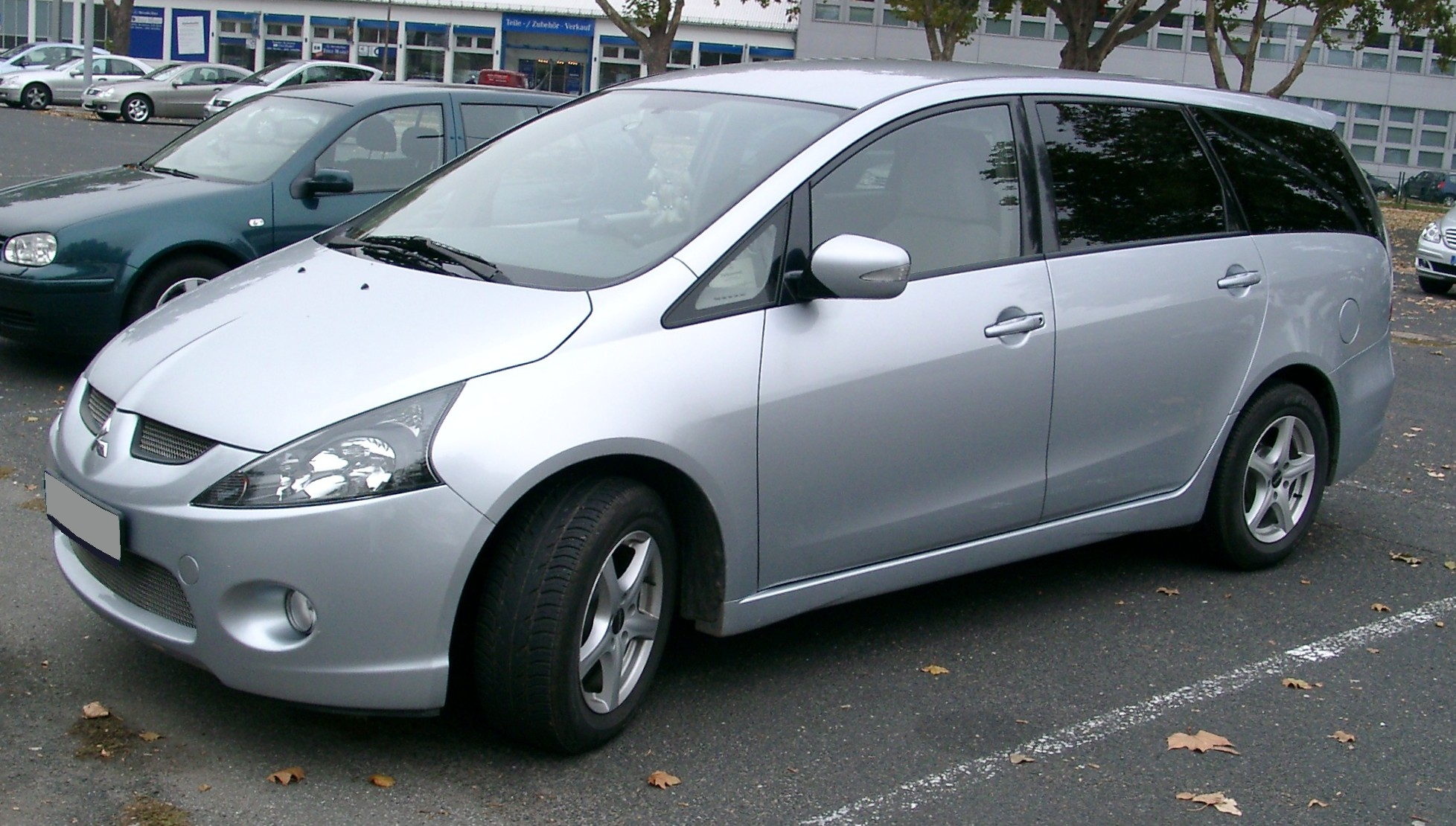
Mitsubishi Grandis
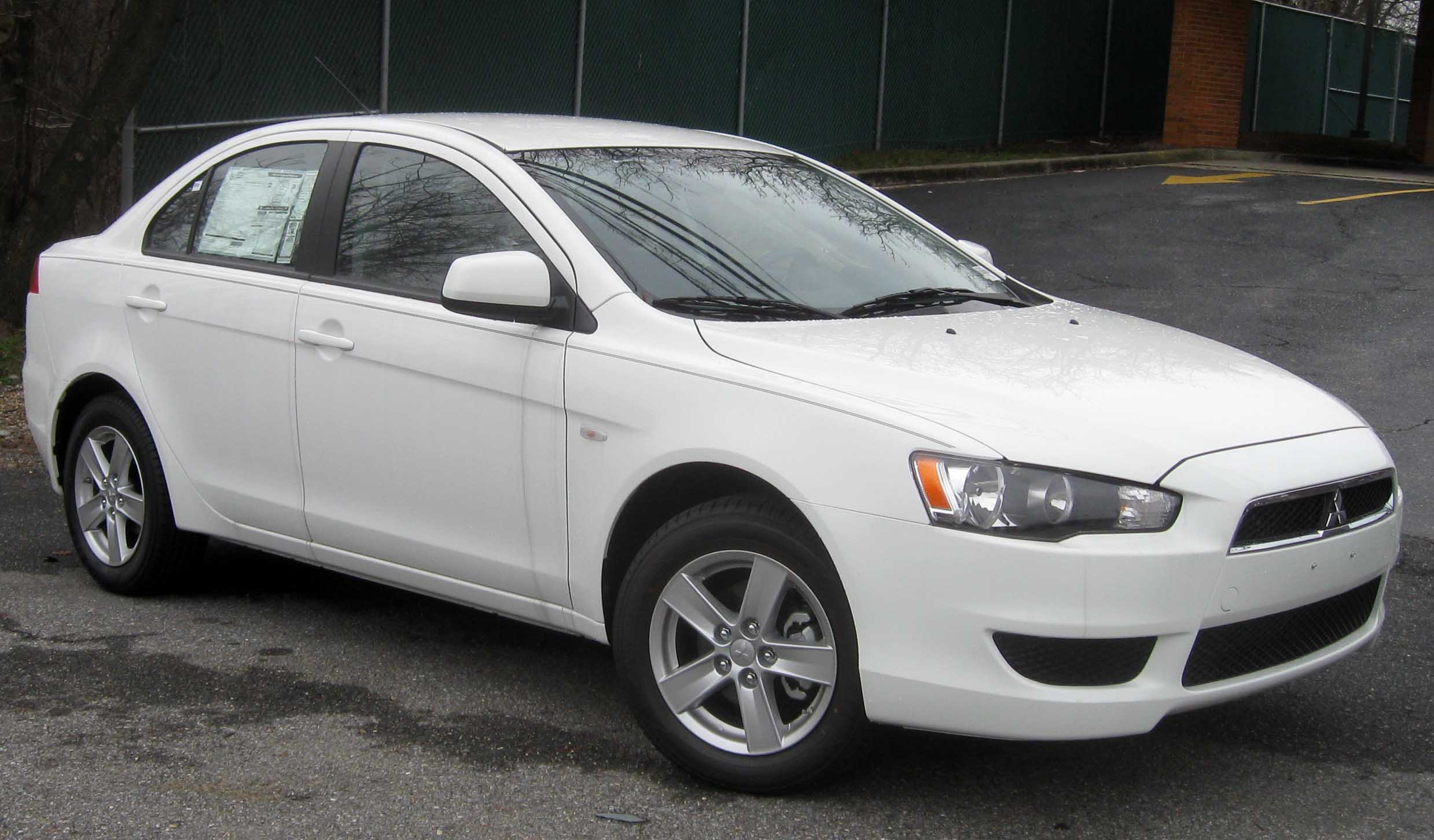
Mitsubishi Lancer

### PKW-Neuzulassungen und Marktanteile in Deutschland
| Jahr | Einheiten | Marktanteil |
| ---- | --------- | ----------- |
| 2021 | 36.939    | 1,4 %       |
| 2020 | 44.985    | 1,5 %       |
| 2019 | 52.148    | 1,45 %      |
| 2018 | 50.803    | 1,48 %      |
| 2017 | 43.367    | 1,26 %      |
| 2016 | 37.228    | 1,11 %      |
| 2015 | 34.443    | 1,07 %      |
| 2014 | 24.131    | 0,79 %      |
| 2013 | 21.141    | 0,72 %      |
| 2012 | 23.565    | 0,76 %      |
| 2011 | 30.050    | 0,90 %      |
| 2010 | 24.873    | 0,85 %      |
| 2009 | 30.409    | 0,80 %      |
| 2008 | 25.558    | 0,83 %      |
| 2007 | 31.449    | 1,00 %      |
| 2006 | 33.760    | 0,97 %      |
| 2005 | 36.767    | 1,10 %      |
| 2004 | 33.536    | 1,03 %      |
| 2003 | 36.191    | 1,12 %      |
| 2002 | 34.100    | 1,06 %      |
| 2001 | 34.531    | 1,02 %      |
| 1987 | 68,579    | 2,4 %       |
| 1986 | 62,909    | 2,2 %       |
| 1985 | 45.182    | 1,9 %       |
| 1984 | 44.017    | 1,8 %       |
| 1983 | 37.516    | 1,5 %       |
| 1982 | 33.530    | 1,6 %       |
| 1981 | 43.815    | 1,9 %       |
| 1980 | 41.605    | 1,7 %       |
| 1979 | 20.725    | 0,8 %       |
| 1978 | 12.637    | 0,5 %       |
| 1977 | 5.446     | 0,2 %       |

Quellen:
1977–1981: MMC-Auto Deutschland GmbH / MMCurier Nr. 7, 1982
1977–1987: MMC-Auto Deutschland GmbH / MMCurier Nr. 2, 1988
Ab 2001: Kraftfahrtbundesamt (KBA)

### Aktuelle Modelle in Deutschland

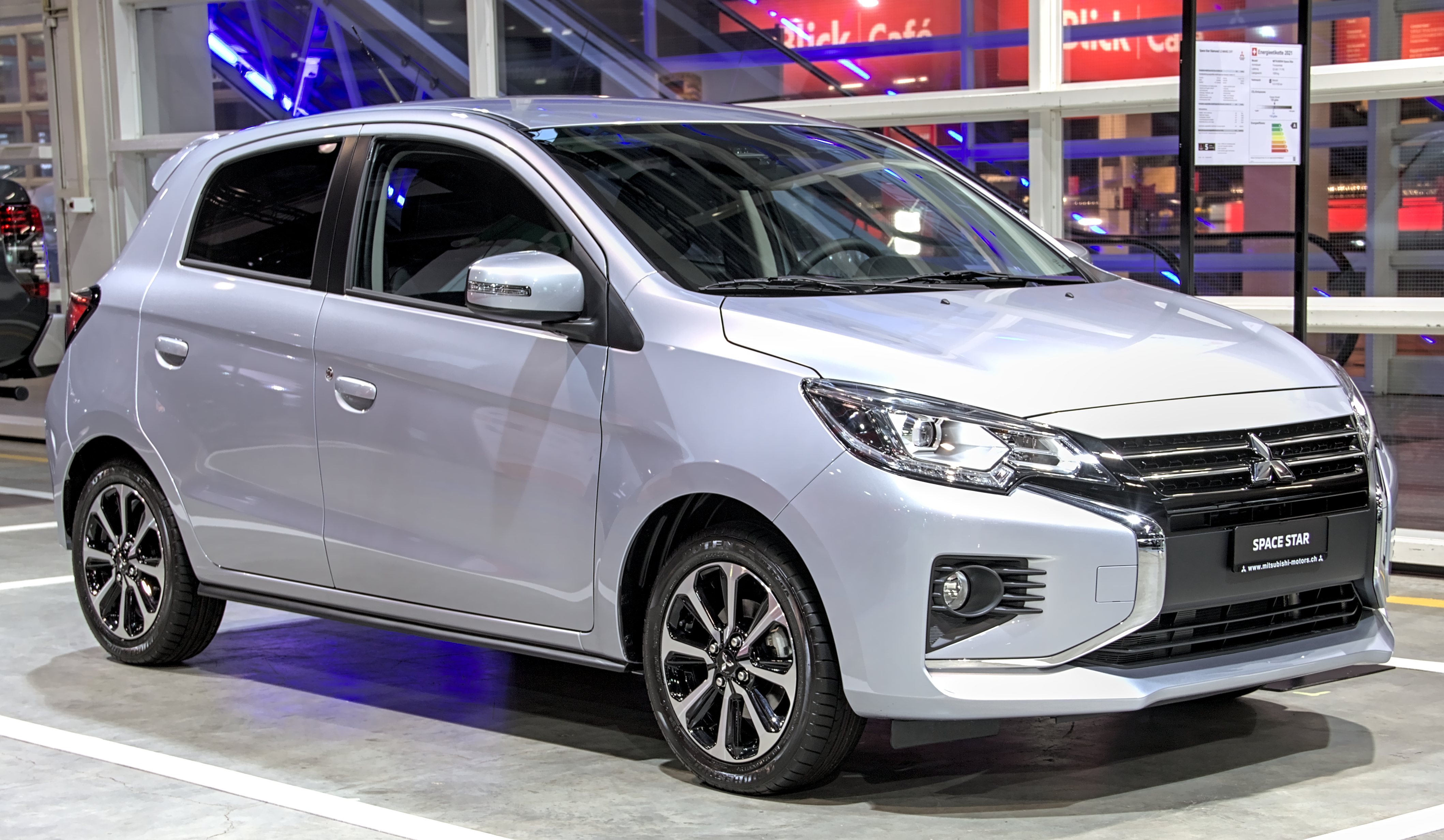
Mitsubishi Space Star
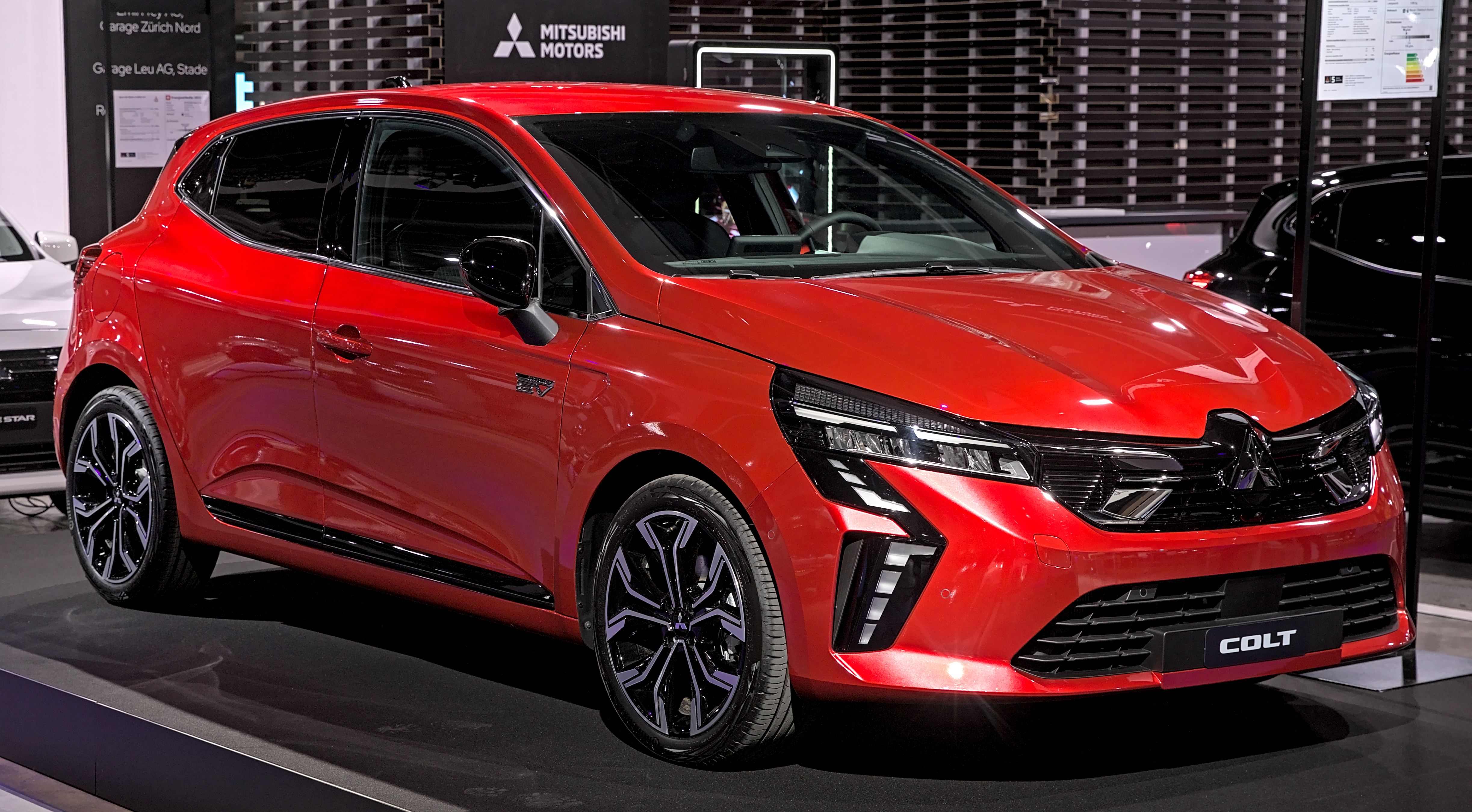
Mitsubishi Colt
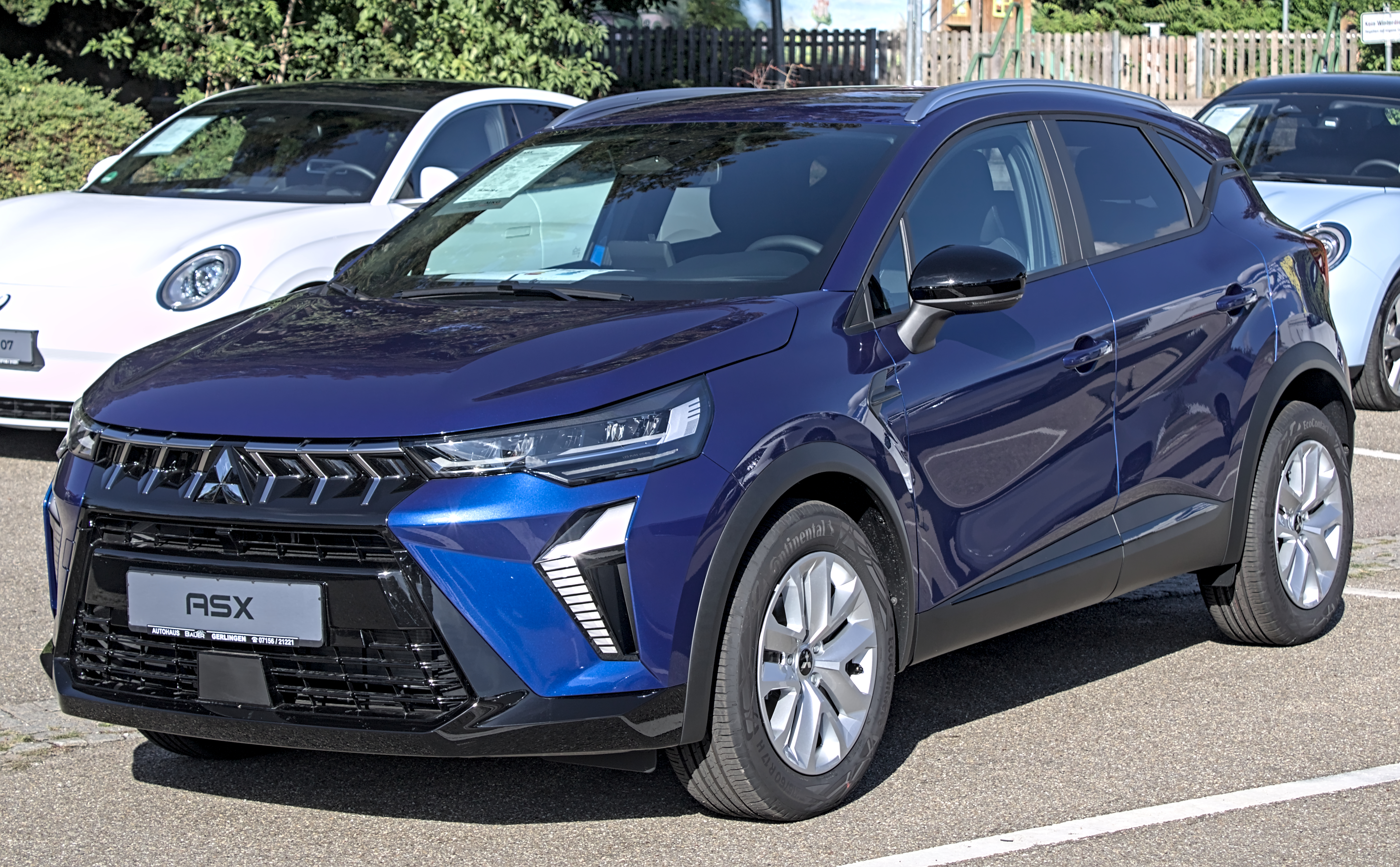
Mitsubishi ASX
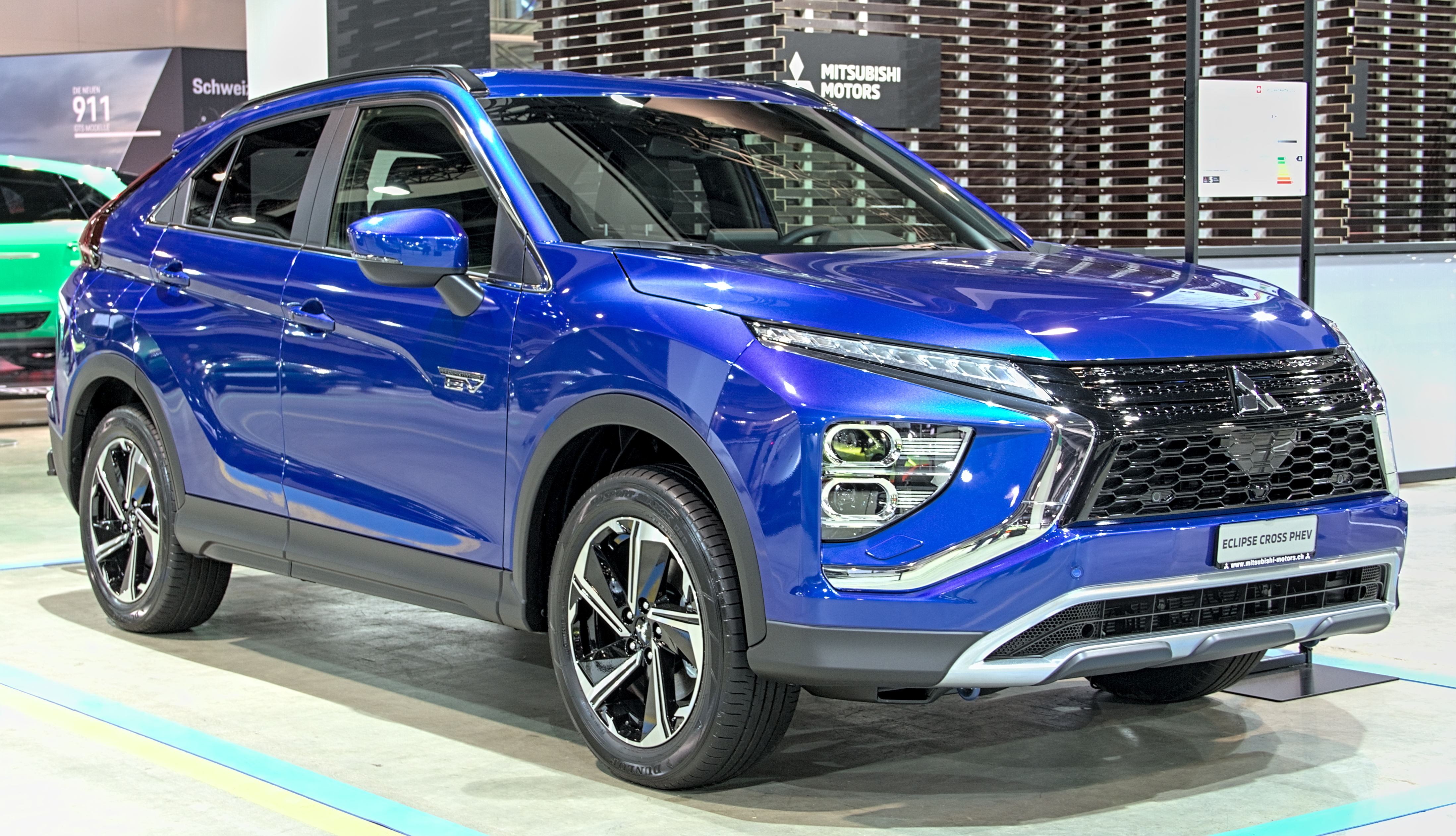
Mitsubishi Eclipse Cross
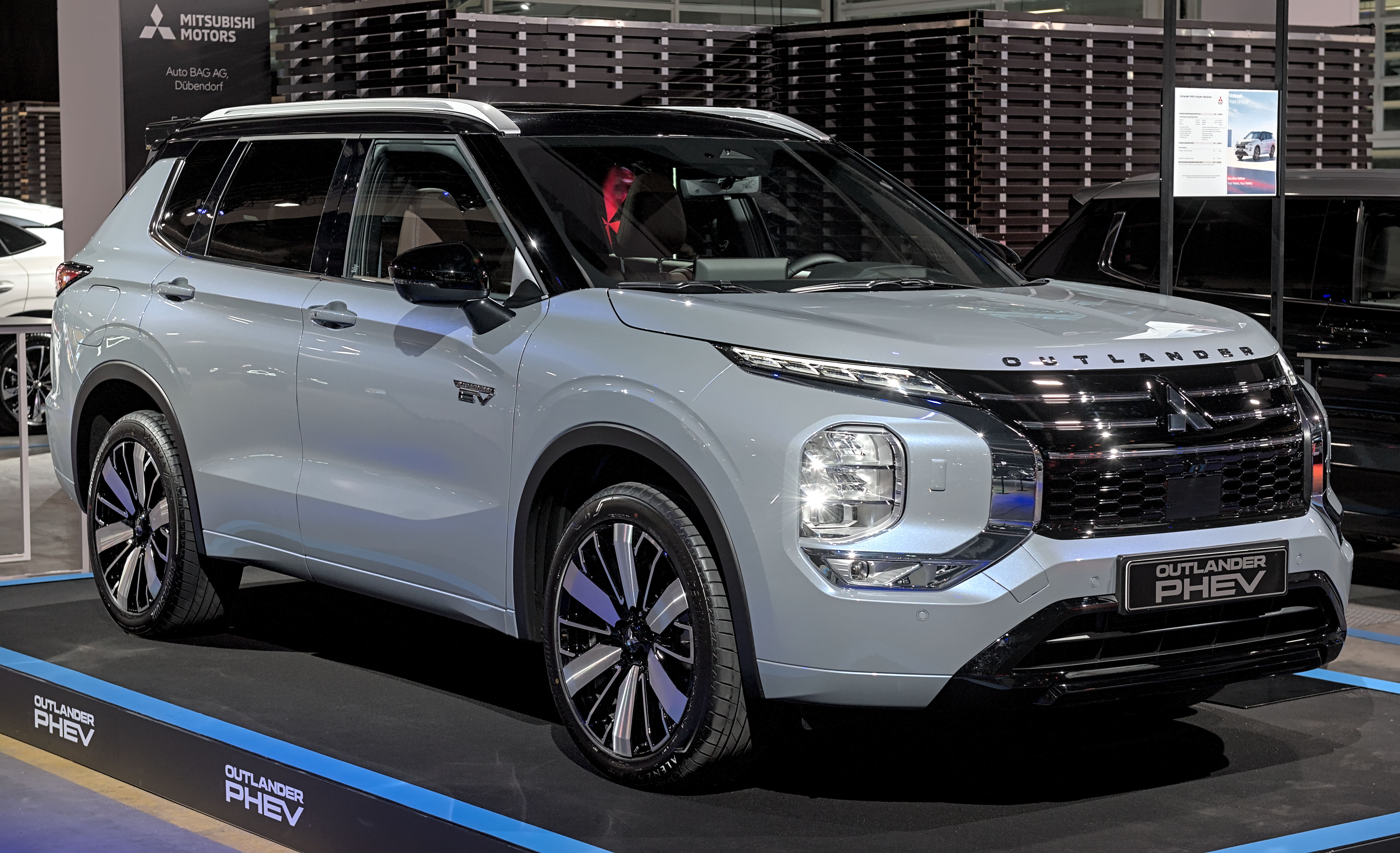
Mitsubishi Outlander

## Produktion in Europa

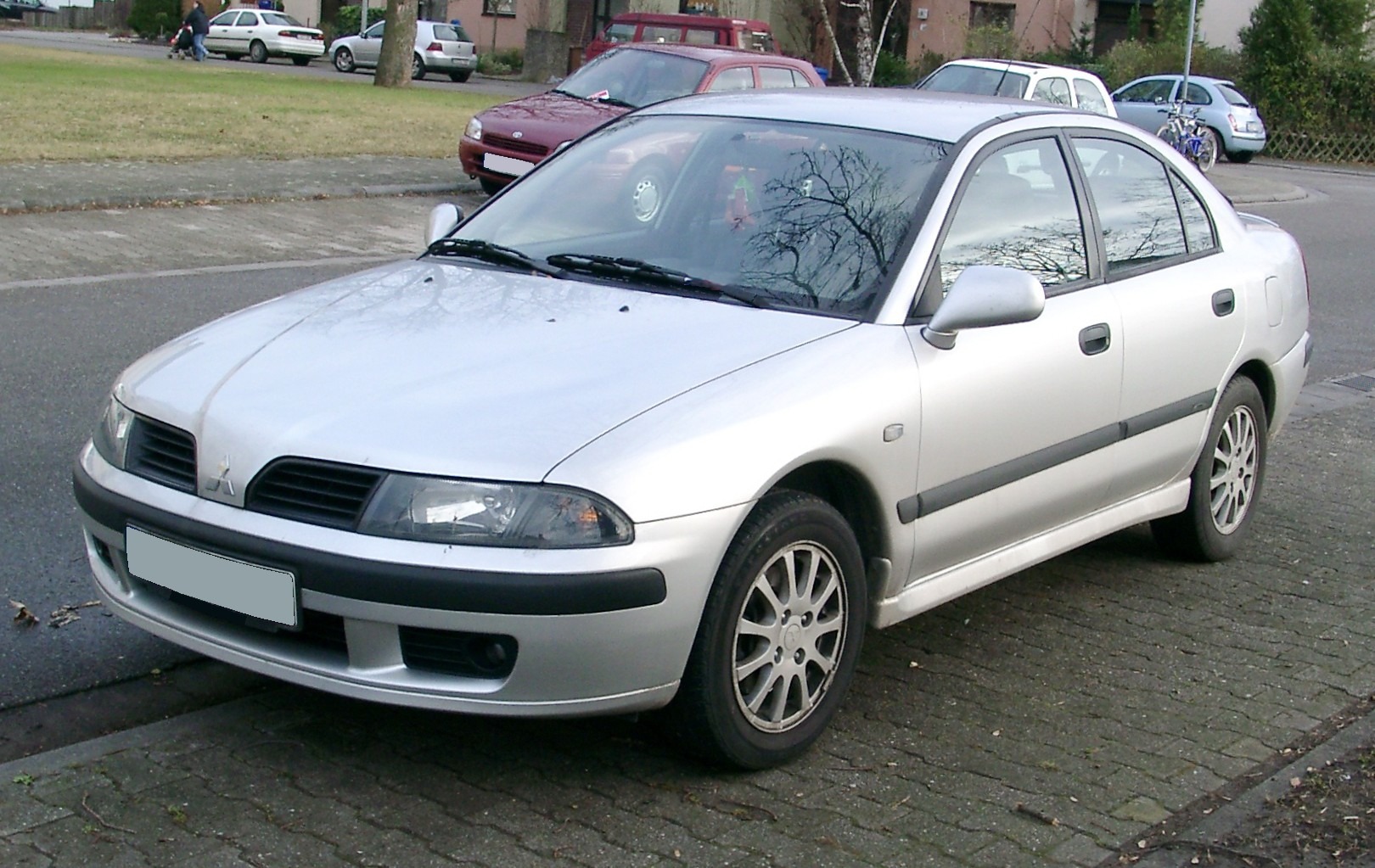
Der Carisma wurde von 1995 bis 2004 als erster Mitsubishi in den Niederlanden produziert.

1995 wurde der erste in und für Europa produzierte Mitsubishi, der Carisma, vorgestellt. Dieser wurde bei NedCar in den Niederlanden, unweit der deutschen Grenze, zusammen mit dem Volvo S40/V40 hergestellt. Es folgten 1999 der Pajero Pinin aus Italien und der Space Star aus den Niederlanden. Dort wurde ab 2004 auch die sechste Generation des Colt und ab 2007 die zweite Generation des Outlander hergestellt. Ab 2011 sollen außerdem in Kooperation mit dem PSA-Konzern der Outlander sowie die baugleichen SUVs von Peugeot und Citroën in Russland produziert werden. Der Grundstein für das neue Werk wurde im Juni 2008 gelegt.
Am 6. Februar 2012 gab Mitsubishi bekannt, das Werk in den Niederlanden zum Ende des Jahres schließen zu wollen. Das Werk wurde dann von VDL erworben und baut seit 2014 Fahrzeuge für MINI und BMW.

## Motorsport

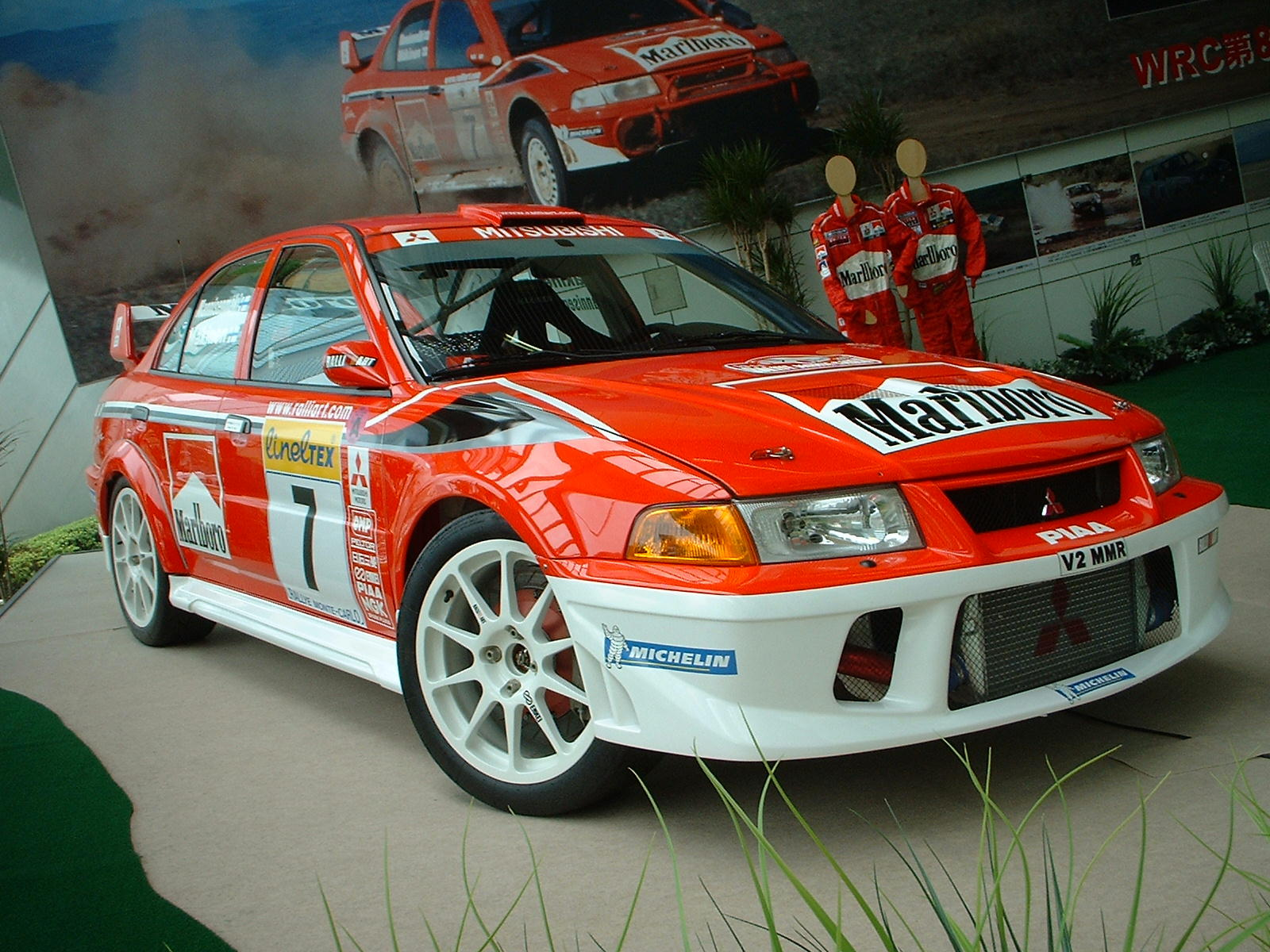
Mit dem Lancer Evolution gewann Mitsubishi zwischen 1996 und 1999 viermal die Rallye-WM.

Nach anfänglichen Straßenrennen in den frühen 1960er Jahren beteiligte sich das Unternehmen mit der Zeit immer stärker an Offroad-Rennen. 1983 nahm Mitsubishi zum ersten Mal – zunächst noch inoffiziell – bei der Rallye Dakar teil. Bis 2007 erzielte Mitsubishi zwölf Dakar-Siege, der Sieg 2007 war zugleich der siebte in Folge. Mitsubishi ist damit der erfolgreichste Automobilhersteller bei der Rallye Dakar. Ab 2008 wechselte das Team von Mitsubishi auf Dieselmotoren und errang bei der Rallye Transibérico erstmals einen Sieg mit diesem Triebwerk.
Mit dem Lancer Evolution stieg Mitsubishi auch in die Rallye-Weltmeisterschaft ein. Nach einzelnen Laufsiegen in den Jahren 1994 und 1995 konnte Ralliart, das Werksteam der Japaner, mit Tommi Mäkinen von 1996 bis 1999 viermal in Folge den WM-Titel erringen. 1998 konnte der WM-Titel zudem in der Herstellerwertung errungen werden. Mit insgesamt fünf Rallye-WM-Erfolgen ist Mitsubishi eine der erfolgreichsten Automarken der Rallye-WM-Geschichte.
In der Weltmeisterschaft der seriennahen Produktionswagen ist Mitsubishi zusammen mit Subaru seit Mitte der 1990er Jahre eine der dominierenden Automarken. Zudem gelangen mehrere Meisterschaftserfolge in nationalen Rallye-Meisterschaften.
Aus der Rallye-Weltmeisterschaft stieg Mitsubishi bereits 2007 werksseitig aus, nachdem die Weiterentwicklungen des Lancer WRC nicht mehr an die Erfolge der vorherigen Modelle anknüpfen konnten. Die globale Wirtschaftskrise und das schwache Abschneiden der Dieselfahrzeuge bei der Rallye Dakar führten 2009 auch zum Ausstieg aus dem Marathon-Rallyesport.

## Unternehmenslogo
Mitsubishi bezieht sich auf das Unternehmenslogo und stellt eine Kombination der Wörter mitsu (drei) und hishi (Raute) dar. Das Wort hishi bedeutet eigentlich „Wasserkastanie“, erlangte aufgrund der Form der Wasserkastanie aber auch die Bedeutung „Raute“.
Yatoro Iwasaki, der Gründer von Mitsubishi, kombinierte zwei Familienwappen – einerseits das Wappen der Yamauchi-Familie, die Herrscher der Provinz Tosa, wo Yatoro geboren wurde (das drei Eichenblätter zeigt), und anderseits das dreigestaffelte Wasserkastanien-Wappen seiner Familie – und gestaltete so das aktuelle Mitsubishi-Logo.

## Modellgeschichte
| Bauzeit                          | Baureihe                            | Verkauf in Deutschland                                  | Anmerkung | Bild         |
| Kleinstwagen                     | Kleinstwagen                        | Kleinstwagen                                            | Kleinstwagen | Kleinstwagen |
| -------------------------------- | ----------------------------------- | ------------------------------------------------------- | --- | ------------ |
| 2006–2013                        | Mitsubishi i                        | in Deutschland nicht erhältlich                         | Der viersitzige Kleinstwagen ist in Japan eines der Volumenmodelle von Mitsubishi. Bis 2007 wurde er fast 40.000-mal verkauft und zum „Auto des Jahres“ gewählt. |              |
| 2009–2020                        | Mitsubishi i-MiEV                   | 2010–2016                                               | Das auf dem Mitsubishi i basierende Elektroauto i-MiEV (MiEV = Mitsubishi innovative Electric Vehicle) ist seit Ende Juli 2009 in Japan erhältlich. Seit Dezember 2010 ist das erste in Großserie gefertigte Elektrofahrzeug, auch als Linkslenker-Variante für den europäischen Markt erhältlich. Seit 2016 sind in Europa nur mehr die Schwestermodelle Citroen C-Zero und Peugeot iOn erhältlich. |              |
| 1962–2011                        | Mitsubishi Minica                   | in Deutschland nicht erhältlich                         | Der Mitsubishi Minica ist ein Kleinstwagen in der japanischen Kei-Car-Klasse, der ab Oktober 1962 in acht Generationen produzierte wird. 2005 erschien ein neues Modell ausschließlich für den japanischen Markt. |              |
| Kleinwagen                       |                                     |                                                         | |              |
| 1962–2012 seit 2023              | Mitsubishi Colt                     | 1978–2012 seit 2023                                     | Seit mindestens 1962 ist Colt eine Bezeichnung für viele sehr unterschiedliche Fahrzeuge, meist Kleinwagen knapp oberhalb der Kei-Car-Klasse, dies reicht aber bis zu LKW wie dem Canter in Indonesien, der bis heute als Colt Diesel verkauft wird. Seit 1978 wurde Colt als Exportbezeichnung für mehrere Generationen des Mirage verwendet (z. B. in Europa und Australien), bevor dieser in Europa umbenannt wurde in Space Star.                                                                                           |              |
| seit 2012                        | Mitsubishi Space Star (2012)        | seit 2013                                               | Space Star ist seit 2013 in Europa die neue Verkaufsbezeichnung des Mirage. In Asien bereits im Herbst 2012 eingeführt, gibt es dort auch unter den Namen Mirage G4 oder Attrage eine entsprechende Stufenhecklimousine. Hergestellt wird der Space Star in Thailand. Facelift 2016 und 2019. |              |
| Untere Mittelklasse              |                                     |                                                         | |              |
| 1973–2017                        | Mitsubishi Lancer                   | 1973–2017                                               | Verlängerter Bruder des Colt, war schon als Schräg- und Stufenheck, Coupé (Celeste) und als Kombi erhältlich. Zuletzt: Stufen- und Schrägheck (bezeichnet als Sportback). In Thailand und China wird eine weitere Generation als Grand Lancer noch angeboten. |              |
| 1995–2004                        | Mitsubishi Carisma                  | 1995–2004                                               | Der Carisma ist das erste in den Niederlanden produzierte Fahrzeug von Mitsubishi Motors und teilte sich somit die Plattform mit dem Volvo S40/V40. Er wurde als Schrägheck und Stufenheck angeboten. |              |
| Mittelklasse                     |                                     |                                                         | |              |
| 1982–1990                        | Mitsubishi Tredia                   | 1982–1986                                               | Der Tredia war eine Stufenhecklimousine und das Schwestermodell des Coupés Cordia. Er sollte die Lücke zwischen dem Lancer und dem sich immer weiter in Richtung obere Mittelklasse entfernenden Galant schließen. Bis Ende 1986 auch in Deutschland erhältlich gewesen. |              |
| 1968–2012                        | Mitsubishi Galant                   | 1977–2004                                               | Ein erfolgreicher Mittelklassewagen, der als eines der ersten Modelle der Marke im Frühjahr 1977 in Deutschland angeboten wurde. Von Herbst 2004 bis 2012 war er nur noch in den USA und einigen ausgewählten Märkten im Angebot. |              |
| 2005–2008                        | Mitsubishi 380                      | in Deutschland nicht erhältlich                         | Der 380 ähnelt dem Galant. Er wurde von Mitsubishi Motors Australia in Australien produziert und auch nur dort angeboten. |              |
| Obere Mittelklasse               |                                     |                                                         | |              |
| 1987–1990                        | Mitsubishi Sapporo (1987)           | 1987–1990                                               | 1987 folgte die dritte Ausführung des Sapporo, die jedoch eine Edelversion des fünften Galant verkörperte. In anderen Ländern wurde er unter den Namen Mitsubishi Scorpion, Sigma (USA) und Colt Sapporo verkauft. |              |
| 1990–1996                        | Mitsubishi Sigma                    | 1990–1996                                               | Der Sigma ersetzte Ende 1990 den Sapporo, zunächst als Limousine. Im Sommer 1992 folgte noch eine in Australien gefertigte Kombivariante. In Amerika wurde das Fahrzeug unter dem Namen Mitsubishi Diamante in mehreren Generationen bis 2005 verkauft. |              |
| 1996–2005                        | Mitsubishi Magna, Verada, Diamante  | in Deutschland nicht erhältlich                         | In Australien gefertigtes Nachfolgemodell des Sigma. Kein Export mehr nach Europa. |              |
| Oberklasse                       |                                     |                                                         | |              |
| 1964–1999                        | Mitsubishi Debonair                 | in Deutschland nicht erhältlich                         | Viele Jahre das Spitzenmodell von Mitsubishi, die erste Generation wurde 22 Jahre lang bis 1986 produziert. |              |
| 1999–2001, 2012–2016             | Mitsubishi Proudia                  | in Deutschland nicht erhältlich                         | Dieses Modell wird ausschließlich auf dem japanischen Markt angeboten und gilt als Nachfolger des Mitsubishi Debonair. Erster V8-Motor von Mitsubishi (auch im Dignity). Baugleich mit dem ersten Hyundai Equus. |              |
| 1999–2001, 2012–2016             | Mitsubishi Dignity                  | in Deutschland nicht erhältlich                         | ebenfalls ausschließlich für den japanischen Markt, Proudia mit langem Radstand. |              |
| Coupés                           |                                     |                                                         | |              |
| 1975–1981                        | Mitsubishi Celeste                  | 1977–1981                                               | Ein Sportcoupé, das von Herbst 1975 bis Mitte 1981 hergestellt wurde. Es war ein Coupé auf Basis des ersten Lancer. |              |
| 1975–1983                        | Mitsubishi Sapporo (1975)           | 1978–1983                                               | Der Sapporo stellte von 1975 bis 1983 das Coupé der dritten und vierten Galant-Baureihe dar. 1982 wurde sogar ein auf 350 Exemplare limitiertes Cabrio angeboten. |              |
| 1982–1990                        | Mitsubishi Cordia                   | 1982–1987                                               | Ein von Herbst 1982 bis Mitte 1990 gebautes Coupé auf Basis der Mittelklasse-Limousine Tredia. |              |
| 1990–2012                        | Mitsubishi Eclipse                  | 1992–2000                                               | Ein Sportcoupé, das von 1992 bis 2000 auch in Deutschland verkauft wurde. Seitdem wurde es hauptsächlich in den USA gebaut und vertrieben. Mitte 2005 erschien dort die vierte und letzte Generation, dessen Produktion Ende 2012 eingestellt wurde. |              |
| Sportwagen & Roadster            |                                     |                                                         | |              |
| 1990–2000                        | Mitsubishi 3000 GT                  | 1992–2000                                               | Ein aufwändig konstruierter Sportwagen, der u. a. auch Allradlenkung besaß. In Amerika wurde er als Dodge mit anderem Design auch unter dem Namen Stealth verkauft. |              |
| 1994–2000                        | Mitsubishi FTO                      | in Deutschland nicht erhältlich                         | Der FTO wurde fast ausschließlich in Japan verkauft, später war er in begrenzten Stückzahlen auch in Großbritannien und Australien erhältlich. |              |
| 1992–2016                        | Mitsubishi Lancer Evolution         | 1992–2016                                               | Sportversion des zivilen Lancer. 2008 bis 2016 war die letzte EVO-Baureihe „X“ (für Baureihe 10) vom Concept X abgeleitete Version erhältlich. Der Lancer Evo war über viele Jahre hinweg im Rallye-Sport sehr erfolgreich. |              |
| 1982–1990                        | Mitsubishi Starion                  | 1982–1990                                               | Der Starion gilt als Begründer der japanischen Turbolader-Ära, obwohl er nicht das erste Turbolader-Fahrzeug auf dem Markt war. Baugleich mit dem Chrysler Conquest. |              |
| Cabrios                          |                                     |                                                         | |              |
| 2006–2009                        | Mitsubishi Colt CZC                 | 2006–2009                                               | Der CZC war das Klappdach-Cabrio auf Basis der sechsten Colt-Generation. Es wurde von Frühjahr 2006 bis Sommer 2009 bei Pininfarina gebaut. |              |
| 1995–2012                        | Mitsubishi Eclipse Spyder           | in Deutschland nicht erhältlich                         | Ab der zweiten Generation des Eclipse gab es eine Spyder genannte Cabrio-Variante, die ebenfalls bis Ende 2012 gefertigt wurde. In Deutschland gab es einige Grauimporte. |              |
| 1994–1996                        | Mitsubishi 3000GT Spyder            | exklusiv für den US-Markt gefertigt, mit Stahlklappdach | Seltene Cabrio-Version des 3000GT, von der weniger als 2000 Fahrzeuge produziert worden sind. |              |
| Geländewagen , SUVs und Pick-ups |                                     |                                                         | |              |
| 1934–1936                        | Mitsubishi PX-33                    | Erstes Allradfahrzeug, nur Japan.                       | Der Mitsubishi PX-33 war ein offener Tourenwagen von Mitsubishi mit Allradantrieb. Es wurden nur wenige Fahrzeuge für die Kaiserlich Japanische Armee gefertigt. |              |
| 1952–1999                        | Mitsubishi Jeep                     | Lizenzbau des Willys Jeep, nur Japan                    | Blieb bis 1990 im japanischen Angebot, seitdem wird er nur noch in geringen Stückzahlen für die Selbstverteidigungsstreitkräfte des japanischen Militärs gebaut. |              |
| seit 1978                        | Mitsubishi L200                     | 1993–2022                                               | Ein Pick-up, auch bekannt unter dem Namen Mitsubishi Triton. Letztes umfangreiches Facelift im Jahr 2019. |              |
| 1982–2021                        | Mitsubishi Pajero                   | 1983–2018                                               | Der Pajero wurde auf spanisch-sprachigen Märkten und in Amerika auch als Mitsubishi Montero und in britischen Ländern als Mitsubishi Shogun angeboten. 2021 lief die Produktion des Pajero nach fast 40 Jahren aus. |              |
| seit 1998                        | Mitsubishi Pajero Sport             | 1998–2005                                               | ist auch als Montero Sport oder Challenger bekannt; in Deutschland war nur die erste Generation erhältlich |              |
| 1998–2006                        | Mitsubishi Pajero Pinin             | 1999–2005                                               | von Pininfarina gefertigte kleinere Variante des Geländewagens |              |
| seit 2001                        | Mitsubishi Outlander                | 2003–2022                                               | Ein SUV, der zwischen 2003 und 2022 auch in Deutschland erhältlich war. 2012 wurde die dritte Generation in Deutschland eingeführt. Im Mai 2014 wurde der Plug-in Hybrid Outlander in den deutschen Markt eingeführt. |              |
| 2003–2011                        | Mitsubishi Endeavor                 | in Europa nicht erhältlich                              | war nur in den USA und in Kanada erhältlich, baut auf der gleichen Plattform auf wie der Mitsubishi Galant. Wie dieser gebaut im Mitsubishi-Werk in Normal, Illinois. |              |
| 2005–2009                        | Mitsubishi Raider                   | in Deutschland nicht erhältlich                         | wurde hauptsächlich in den USA angeboten, baut auf dem Dodge Dakota auf |              |
| seit 2010                        | Mitsubishi ASX                      | seit 2010                                               | Das Crossover-Modell ASX orientiert sich an dem Konzeptfahrzeug Mitsubishi Concept-cX, das auf der Frankfurter IAA 2007 vorgestellt wurde. 2020 wurde ein umfangreiches Facelift durchgeführt. In anderen Märkten auch Outlander Sport. Die zweite Generation wird seit 2023 verkauft. |              |
| seit 2014                        | Mitsubishi Plug-In Hybrid Outlander | 2014–2022, seit 2025                                    | weltweit erster Plug-In-Hybrid-SUV. Meistverkaufter Plug-in Hybrid in Europa. |              |
| seit 2017                        | Mitsubishi Eclipse Cross            | seit 2017                                               | ebenfalls ein Crossover, orientiert sich an den Studien XR-PHEV und XR-PHEV II, zwischen ASX und Outlander positioniert. 2021 wird das Fahrzeug mit einem umfangreichen Facelift und einem Plug-in-Hybridantrieb eingeführt. |              |
| 2017–2019                        | Mitsubishi Eupheme                  | in Deutschland nicht erhältlich                         | baugleiches Modell zum GAC Trumpchi GS 4 PHEV, zum GAC Trumpchi GE 3 und zum Toyota ix4 |              |
| 2022–2023                        | Mitsubishi Airtrek                  | in Deutschland nicht erhältlich                         | baugleiches Modell zum Aion V |              |
| seit 2023                        | Mitsubishi Xforce                   | in Deutschland nicht erhältlich                         | Nachfolgemodell des ASX der ersten Generation außerhalb Europas |              |
| ab 2025                          | Mitsubishi Grandis                  | ab 2025                                                 | Baugleiches Modell zum Renault Symbioz |              |
| ab 2025                          | Mitsubishi Destinator               | in Deutschland nicht erhältlich                         | 4,68 Meter langes SUV, gebaut in Indonesien, hauptsächlich für den südostasiatischen Markt |              |
| Vans                             |                                     |                                                         | |              |
| 1998–2003                        | Mitsubishi Dingo                    | in Deutschland nicht erhältlich                         | wurde nicht auf dem europäischen Markt angeboten; basiert auf Colt-Plattform |              |
| 2000–2005                        | Mitsubishi Dion                     | in Deutschland nicht erhältlich                         | wurde nicht auf dem europäischen Markt angeboten |              |
| seit 1980                        | Mitsubishi L300/Delica D:2, D:3     | 1980–1999                                               | Dieser Van wurde später mit dem heutigen Namen bezeichnet, während der Name Delica auf einen Personentransporter mit eigenständigem Design überging. Der damaligen Kleinbus-Bauweise entsprechend ist er auf einem robusten, aber dem Fahrkomfort jedoch nachteiligen Leiterrahmen aufgebaut. Der L300 wurde als Transporter, Bus und Fahrgestell mit Fahrerkabine für Sonderaufbauten (z. B. für Wohnmobile) angeboten. Auch sein Allradantrieb (ab 1983) stammte vom Pajero. Zweite Generation des L300 (Delica D:3) ab 1986. |              |
| 1994–2006                        | Mitsubishi Space Gear/Delica D:4    | 1996–2003                                               | Nachfolger des L300/Delica D:3. Der Mitsubishi Space Gear ist ein optional mit Allradantrieb ausgestatteter Van mit bis zu neun Sitzen. Er basiert auf dem Chassis des Geländewagens Pajero. |              |
| seit 2007                        | Mitsubishi Delica D:5               | in Deutschland nicht erhältlich                         | Nachfolger des L400/Delica D:4 in Japan. Zeitweise auch in Indonesien erhältlich. Umfangreiches Facelift im Jahr 2019. |              |
| 1991–2002                        | Mitsubishi Space Runner             | 1991–2002                                               | Ähnlich dem Space Wagon, jedoch kürzer und mit einer Schiebetür auf der Beifahrerseite. Zwei Generationen. |              |
| 1998–2005                        | Mitsubishi Space Star               | 1998–2005                                               | Minivan auf Basis des Carisma |              |
| 1983–2004                        | Mitsubishi Space Wagon              | 1983–2004                                               | Im Herbst 1983 kam die erste Generation auf den Markt und begründete damit die neue Fahrzeugbauart der Großraumlimousinen. Er war damit Vorbild für die ein Jahr später erschienenen Vans Renault Espace oder Chrysler Voyager. Gegen Ende 2004 wurde der Space Wagon nach drei Generationen vom Mitsubishi Grandis abgelöst. |              |
| 2003–2011                        | Mitsubishi Grandis                  | 2004–2010                                               | Der Grandis stellte den gemeinsamen Nachfolger der Space-Reihe dar, der aufgrund seiner Maße jedoch hauptsächlich den Space Wagon ersetzte. |              |
| seit 2017                        | Mitsubishi Xpander                  | in Deutschland nicht erhältlich                         | Siebensitziger Van, gebaut in Indonesien, hauptsächlich für den südostasiatischen Markt |              |
| seit 2023                        | Mitsubishi Delica Mini              | in Deutschland nicht erhältlich                         | Basiert auf dem Mitsubishi eK |              |
| Kleintransporter und Lieferwagen |                                     |                                                         | |              |
| seit 1979                        | Mitsubishi L300 / Delica D:2        | 1979–1986                                               | Auch Colt L300. Meist geschlossene Transporter-Variante des L300-Vans. Wird noch immer in Indonesien und den Philippen gebaut. |              |
| seit 1986                        | Mitsubishi L300 / Delica D:3        | 1986–1999                                               | Meist geschlossene Transporter-Variante des L300-Vans. Nachfolger des L300/Delica D:2. Wird in China noch hergestellt. |              |
| 1996–2007                        | Mitsubishi L400                     | 1998–2001                                               | Meist geschlossene Transporter-Variante des Space Gear/Delica D:4. Nachfolger des L300/Delica D:3. |              |